# Fère-Champenoise
Pour l’article ayant un titre homophone, voir Ferchampenouaz.
Fère-Champenoise est une ville française, située dans le département de la Marne en région Grand Est. Elle est située dans l'arrondissement d'Épernay, capitale du Champagne.
La ville a été au cœur de bon nombre de batailles pendant ces derniers siècles dont la Bataille de Fère-Champenoise en 1814 ainsi que pendant les deux guerres mondiales.
Le territoire de la commune, avec celle de Normée, s'étend sur 6 600 hectares, ce qui en fait, la deuxième plus grande commune de la Marne en superficie
Ses habitants se nomment les Fertons et Fertonnes.

## Géographie

### Description

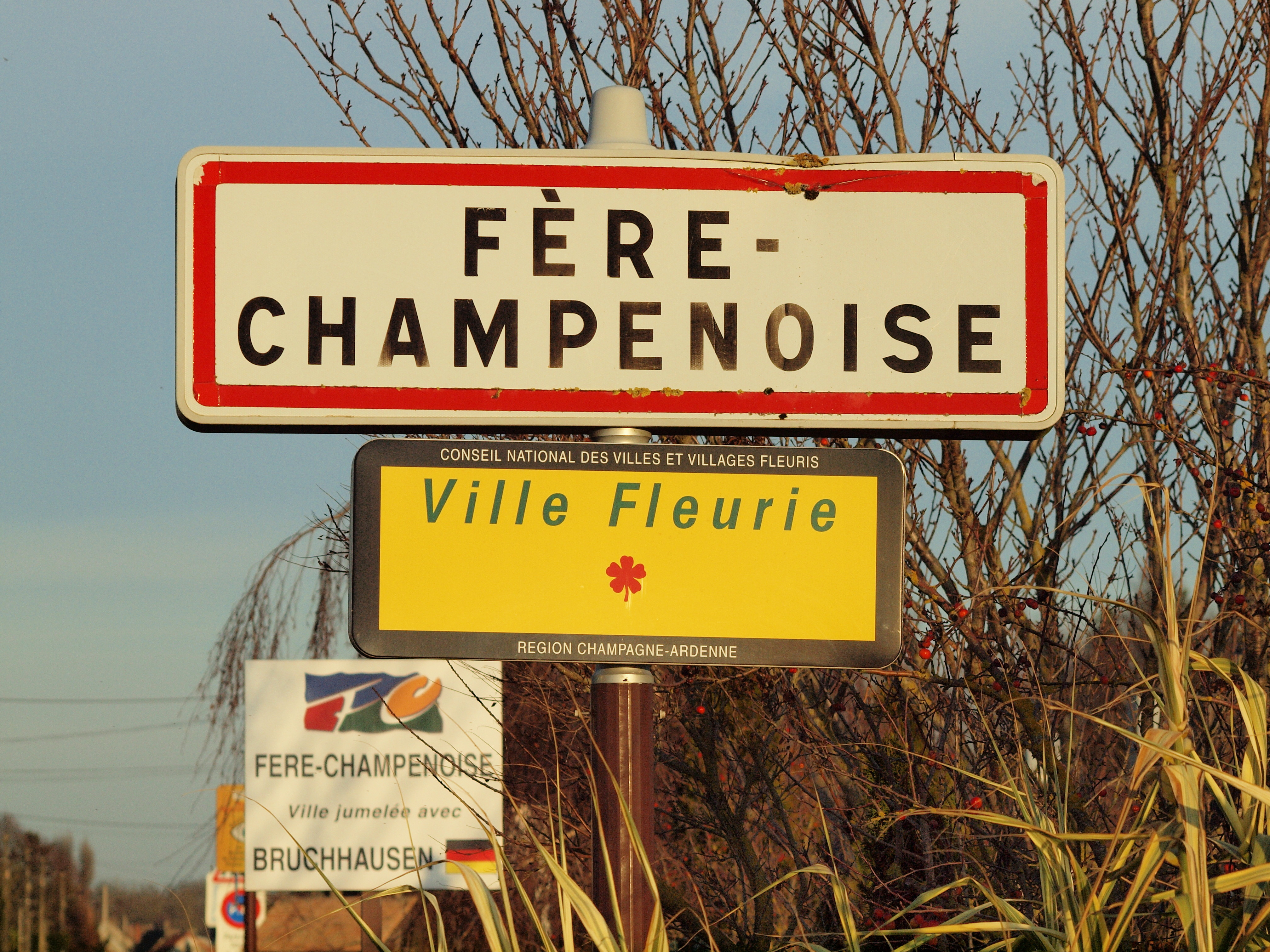

Fère-Champenoise est située dans la partie sud du département de la Marne, en Champagne-Ardenne. Elle se trouve à 79 km au sud de Reims, à 37 km à l'ouest de Châlons-en-Champagne, à 38 km au sud d'Épernay, à 76 km au nord de Troyes et à environ 139 km à l'est de Paris.
La commune appartient à la région dite « Champagne crayeuse » qui se caractérise par un sous-sol crayeux. Celui-ci s'est formé pendant l'ère du Crétacé à partir du Turonien, souvent affleurant.

### Communes lilmitrophes
| Bannes    | Val-des-Marais, Écury-le-Repos, Clamanges | Soudron              |
| Connantre | Fère-Champenoise                          | Lenharrée            |
| Corroy    | Euvy                                      | Connantray-Vaurefroy |

### Hydrographie
La commune est dans la région hydrographique « la Seine de sa source au confluent de l'Oise (exclu) » au sein du bassin Seine-Normandie. Elle est drainée par la Somme-Soude, la Superbe, le ruisseau de la Pelle, la Somme, la Vaure et divers bras de la Somme,.

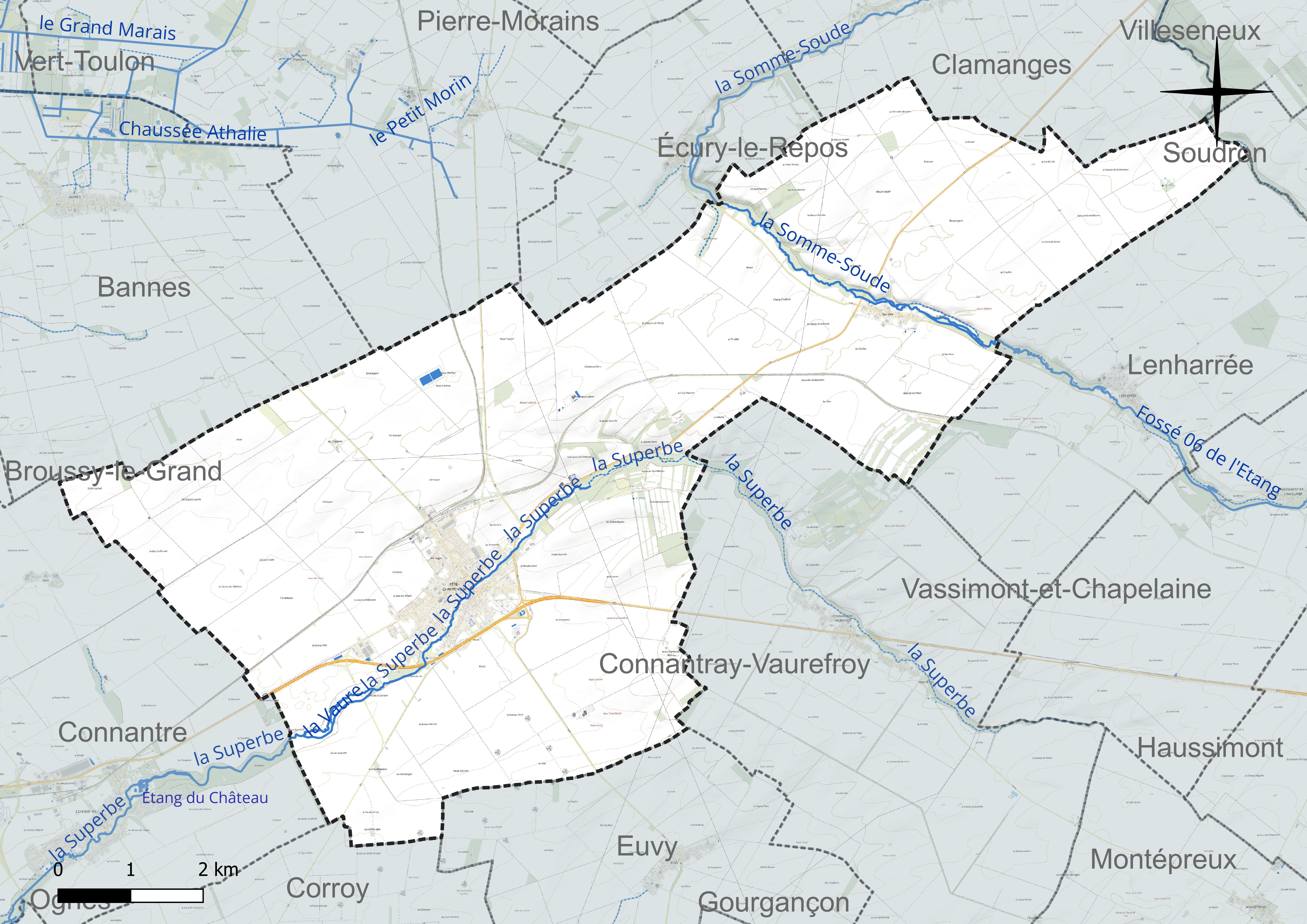
Réseau hydrographique de Fère-Champenoise.

La Somme-Soude, d'une longueur de 60 km, prend sa source dans la commune de Sommesous et se jette  dans la Marne à Aigny, après avoir traversé 18 communes.
La Superbe, d'une longueur de 40 km, prend sa source dans la commune de Vassimont-et-Chapelaine et se jette  dans l'Aube en rive droite à Boulages, après avoir traversé douze communes. 

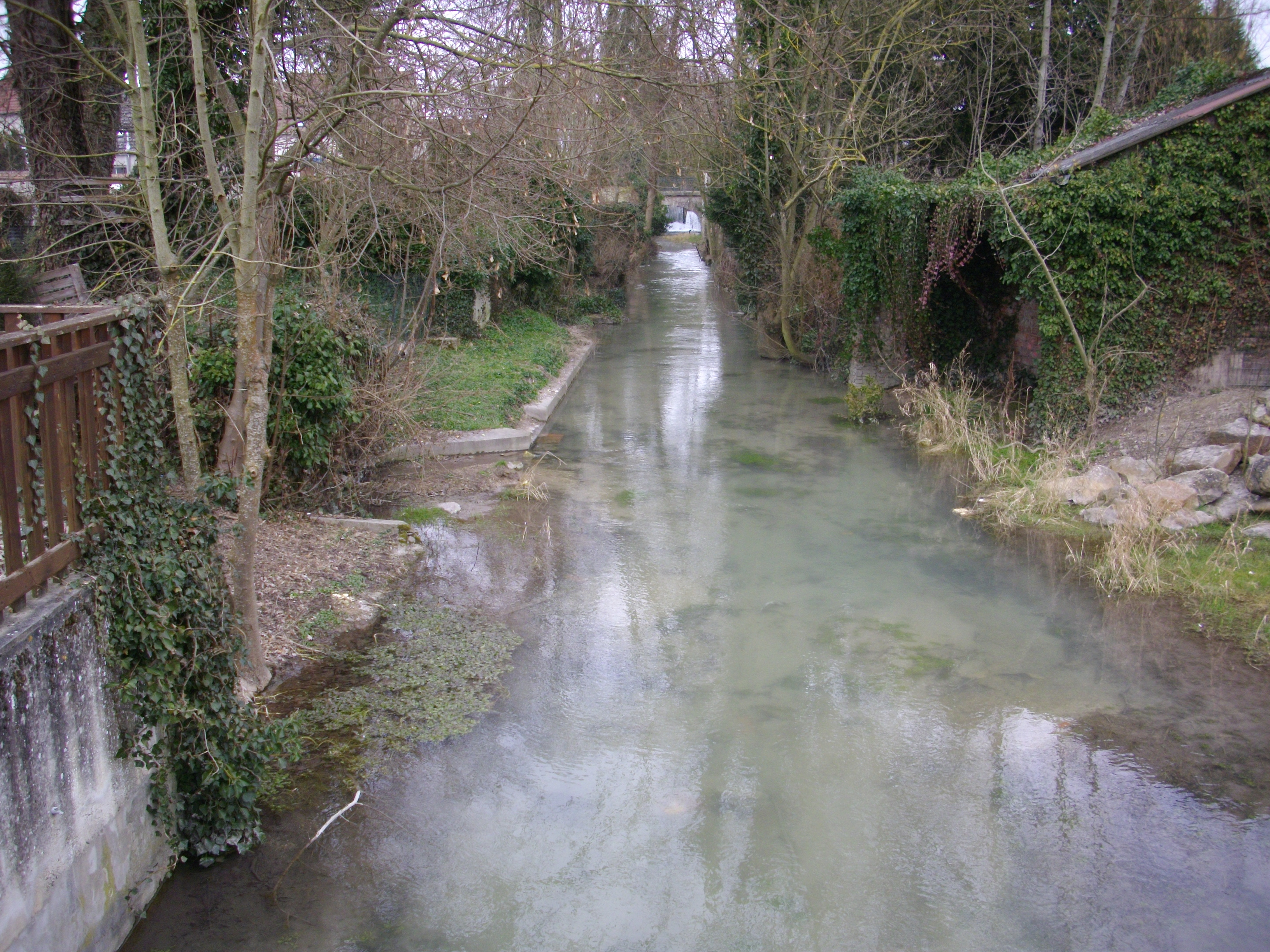
La Vaure à Fère-Champenoise.
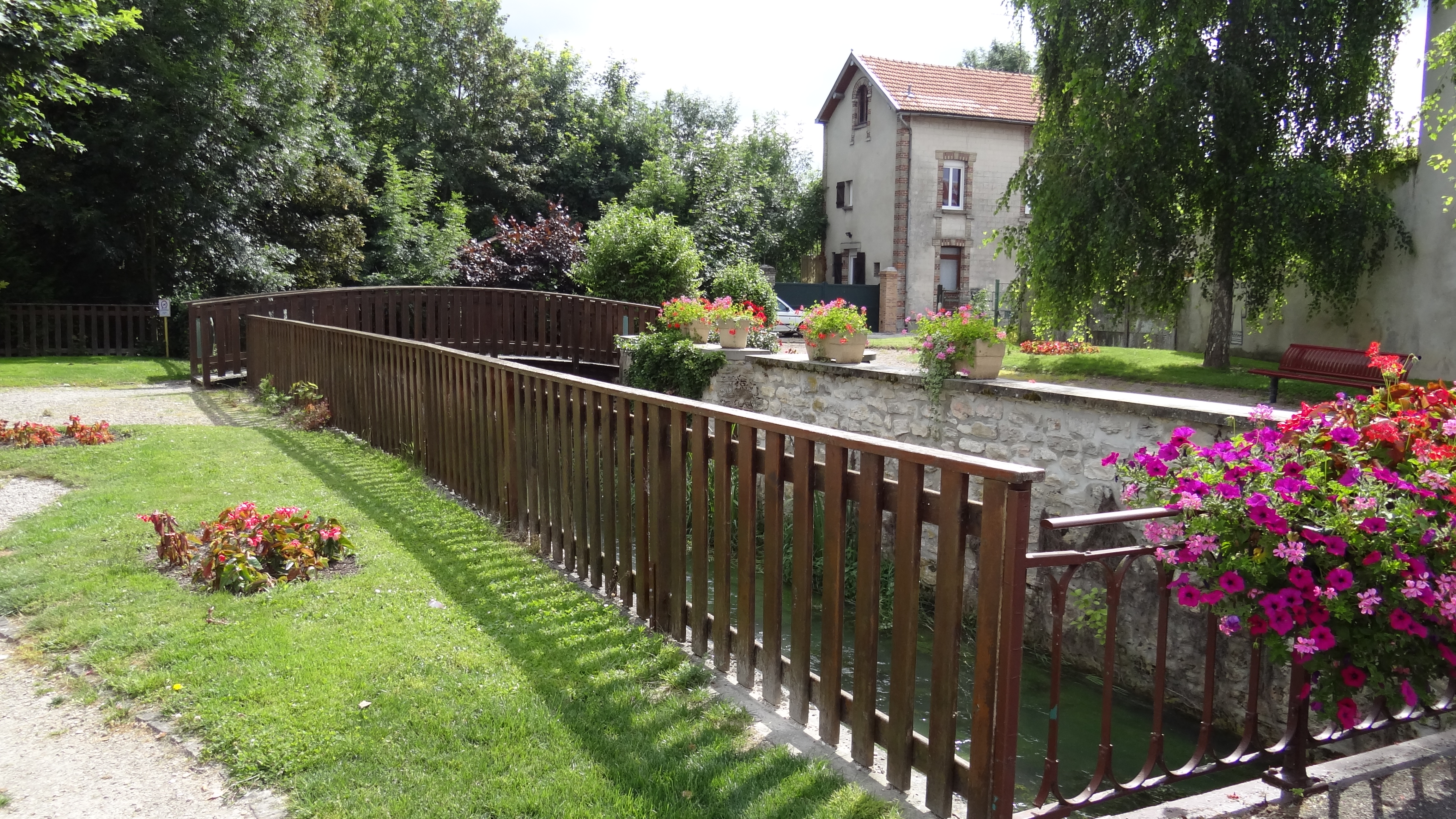
Le square de la Vaure

### Climat
Pour des articles plus généraux, voir Climat du Grand Est et Climat de la Marne.
En 2010, le climat de la commune est de type climat océanique dégradé des plaines du Centre et du Nord, selon une étude du Centre national de la recherche scientifique s'appuyant sur une série de données couvrant la période 1971-2000. En 2020, Météo-France publie une typologie des climats de la France métropolitaine dans laquelle la commune est exposée à un climat océanique altéré et est dans la région climatique Nord-est du bassin Parisien, caractérisée par un ensoleillement médiocre, une pluviométrie moyenne régulièrement répartie au cours de l’année et un hiver froid (3 °C).
Pour la période 1971-2000, la température annuelle moyenne est de 10,3 °C, avec une amplitude thermique annuelle de 16,1 °C. Le cumul annuel moyen de précipitations est de 712 mm, avec 11,5 jours de précipitations en janvier et 7,8 jours en juillet. Pour la période 1991-2020, la température moyenne annuelle observée sur la station météorologique de Météo-France la plus proche, « Sommesous », sur la commune de Sommesous à 15 km à vol d'oiseau, est de 10,8 °C et le cumul annuel moyen de précipitations est de 816,9 mm. 
La température maximale relevée sur cette station est de 42,2 °C, atteinte le 25 juillet 2019 ; la température minimale est de −26,5 °C, atteinte le 14 février 1956,,.
Les paramètres climatiques de la commune ont été estimés pour le milieu du siècle (2041-2070) selon différents scénarios d'émission de gaz à effet de serre à partir des nouvelles projections climatiques de référence DRIAS-2020. Ils sont consultables sur un site dédié publié par Météo-France en novembre 2022.

## Urbanisme

### Typologie
Au 1er janvier 2024, Fère-Champenoise est catégorisée bourg rural, selon la nouvelle grille communale de densité à sept niveaux définie par l'Insee en 2022.
Elle appartient à l'unité urbaine de Fère-Champenoise, une unité urbaine monocommunale constituant une ville isolée,. La commune est en outre hors attraction des villes,.

### Occupation des sols
L'occupation des sols de la commune, telle qu'elle ressort de la base de données européenne d’occupation biophysique des sols Corine Land Cover (CLC), est marquée par l'importance des territoires agricoles (91,2 % en 2018), une proportion sensiblement équivalente à celle de 1990 (91,7 %). La répartition détaillée en 2018 est la suivante :
terres arables (90,8 %), zones urbanisées (3,8 %), forêts (3,1 %), milieux à végétation arbustive et/ou herbacée (1,4 %), zones industrielles ou commerciales et réseaux de communication (0,5 %), prairies (0,4 %). L'évolution de l’occupation des sols de la commune et de ses infrastructures peut être observée sur les différentes représentations cartographiques du territoire : la carte de Cassini (XVIIIe siècle), la carte d'état-major (1820-1866) et les cartes ou photos aériennes de l'IGN pour la période actuelle (1950 à aujourd'hui).

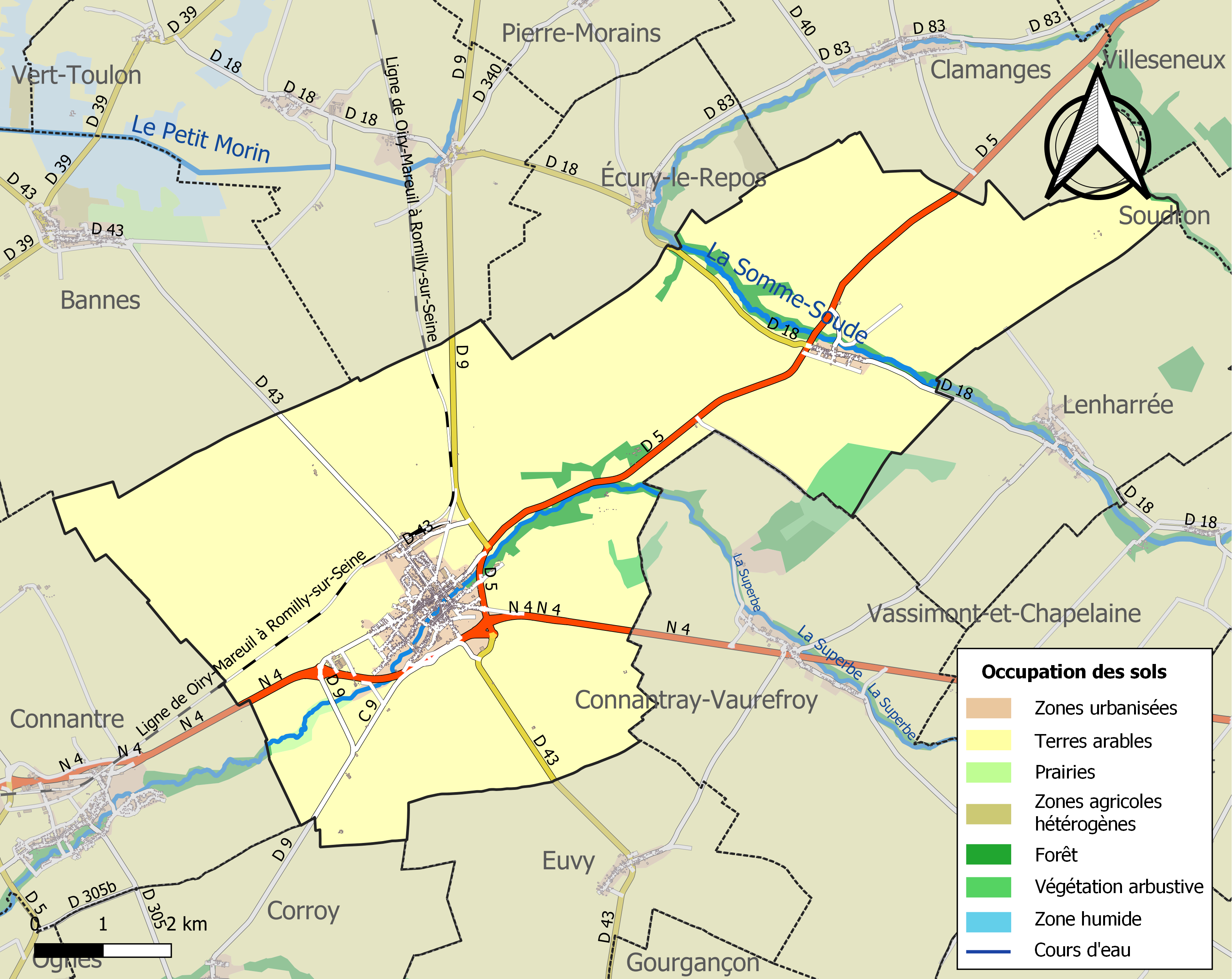
Carte des infrastructures et de l'occupation des sols de la commune en 2018 (CLC).

### Communes déléguées
Fère Champenoise compte un village, Normée, qui était jusqu'en 1972 une commune autonome

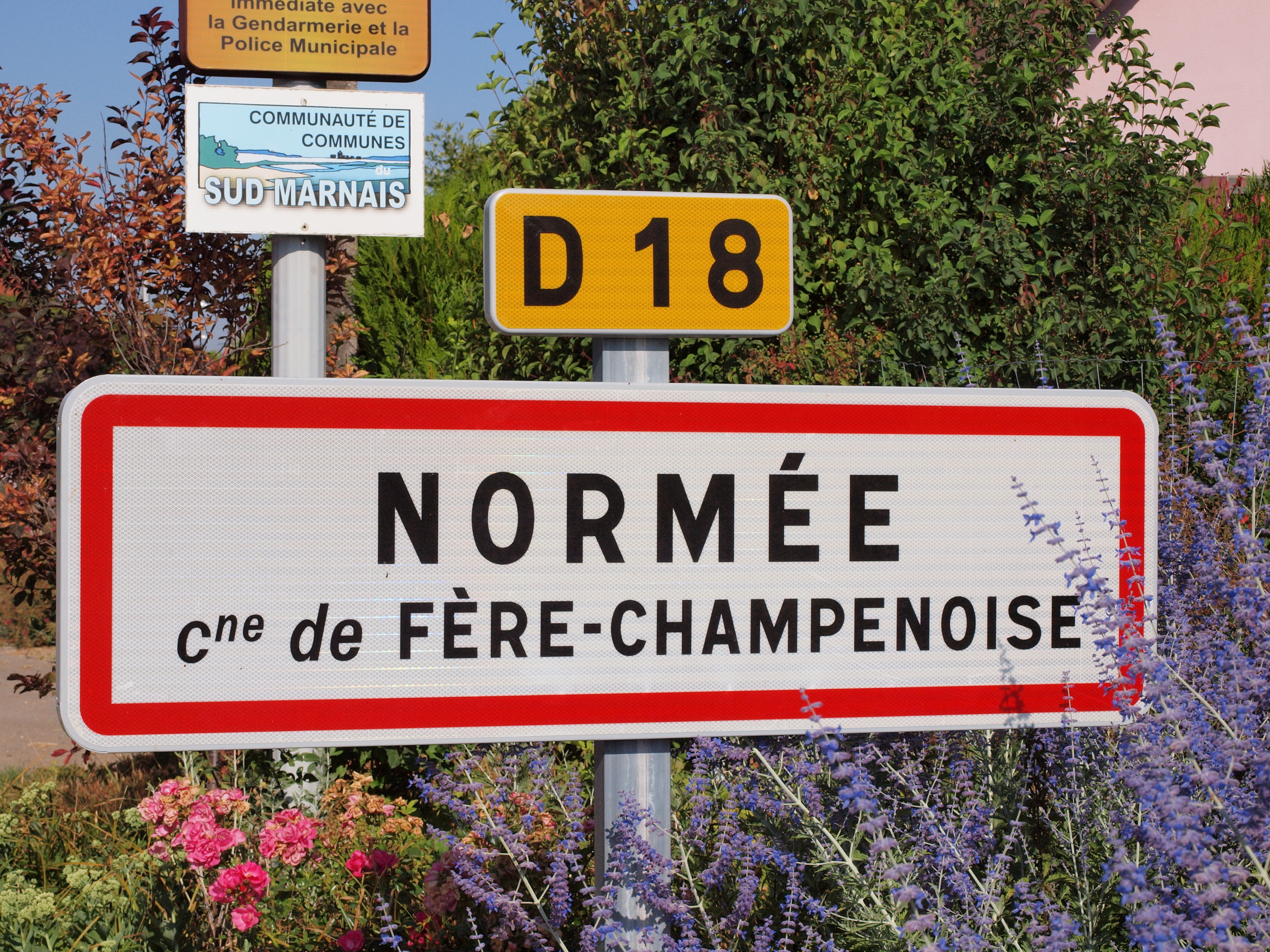
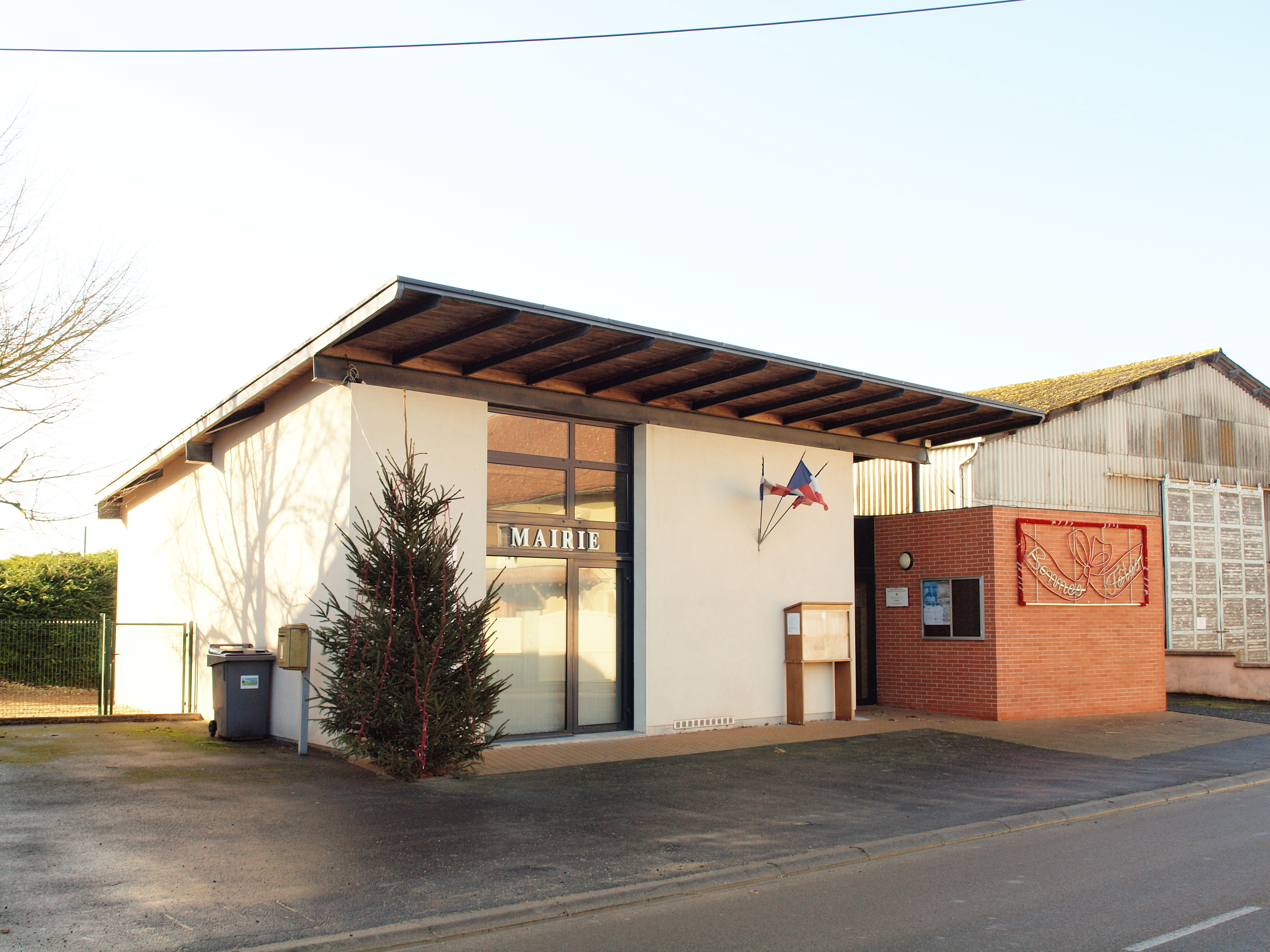
La mairie
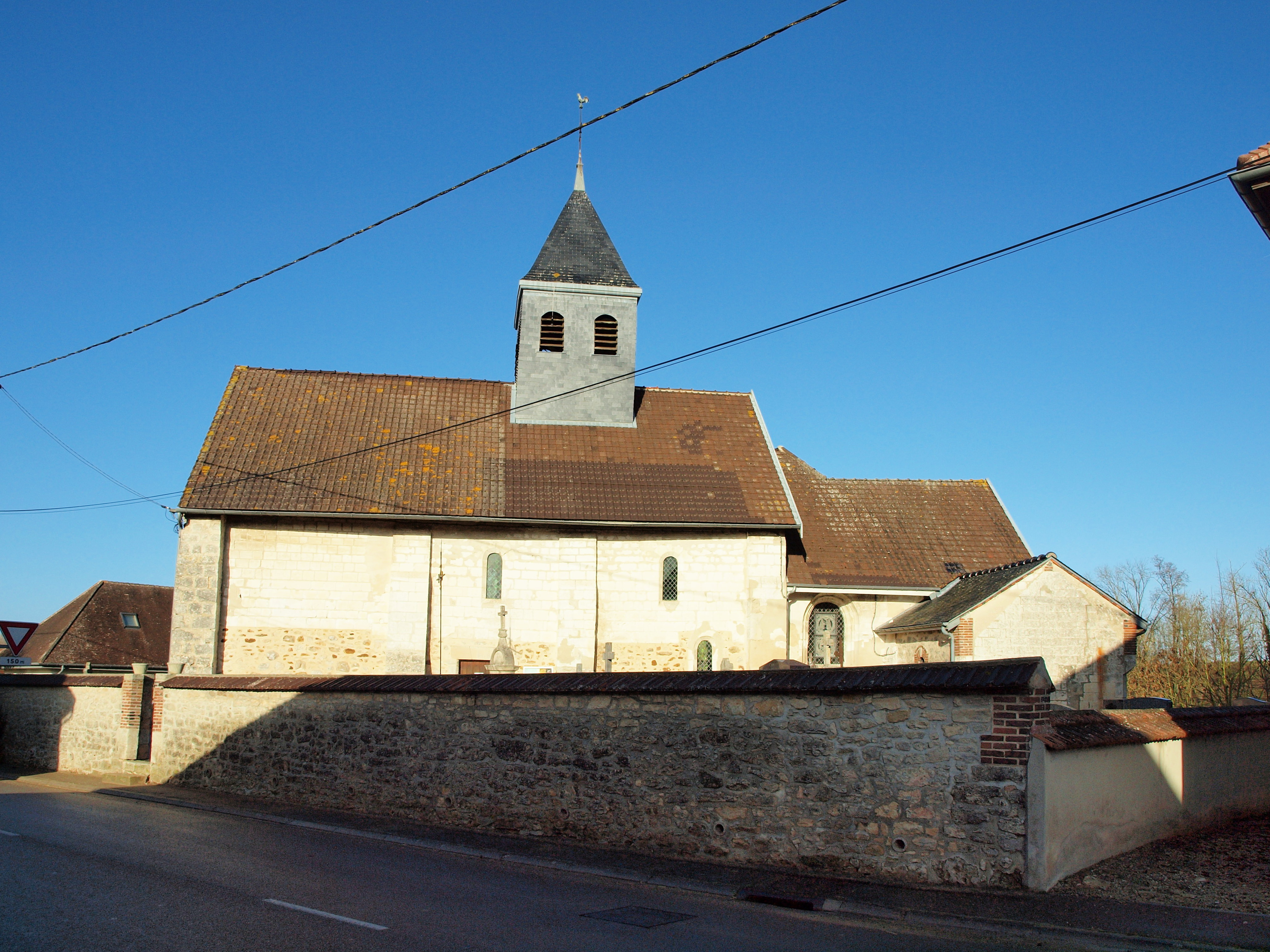
L'église.

### Voies de communications / Transports
Fère-Champenoise est accessible principalement par la route nationale 4. Le réseau Fluo Grand-Est a mis en place une ligne de bus Fère-Champenoise-Epernay
L'Aéroport de Châlons-Vatry se trouve a une vingtaine de minutes du bourg, accessible par la RN4.
Grâce à cette route nationale, Fère-Champenoise se situe sur l'axe direct Paris-Strasbourg et permet de relier facilement des communes plus proches telles que Sézanne ou Vitry-le-François.
L'autoroute A26 est facilement joignable via la RN4 a une vingtaine de kilomètres.
La commune est traversée par la ligne ferroviaire Esternay-Oiry. Depuis le milieu du XXe siècle, la ligne sert uniquement au transport de fret. Les gares ferroviaires destinées aux passagers les plus proches sont celles de Châlons-en-Champagne (TGV et TER) et d’Épernay (TER).

## Toponymie
Feriae Campaniensis (1131).
 
Une fère, ou ferté désignait une forteresse médiévale (Rappelons que la ville fut fortifiée au XVIe siècle), de l'oïl *fère « habitation des ancêtres, ruines d'habitations anciennes ». Une autre hypothèse suppose que Fère dériverait du germanique fara (colonie, famille), en langue d'oïl : une famille installée sur un domaine ou habitation agricole, et donc un peuplement rural par des populations déplacées.
Champenoise est bien entendu une désignation géographique, de manière à la distinguer de Fère-en-Tardenois ou de Fèrebrianges.

## Histoire

### La Tène
Sur un promontoire situé à droite du ruisseau la Somme et bordé par le vallon, La noue du pommier sur l'ancienne commune de Normée, ont été découvertes des traces d'habitats de la civilisation de Hallstatt par des fouilles des années 1950 de Brisson et Loppin. Ce lieu-dit la Tempête fut ensuite un lieu de sépulture lors de la Tène, d'habitat gallo-romain et enfin de cimetière mérovingien. Au pied de ce promontoire passait la voie romaine Vitry-Châtillon, en partie réutilisée par la D 18. D'autres tombes celtes furent découvertes au faubourg de Connantre

### Moyen Âge
La découverte des emplacements de deux cimetières mérovingiens, situés de part et d'autre de la Vaure, confirme la présence franque sur ce site aux Ve et VIe siècles. L’agglomération formée a pris le nom de Fara (mot d'origine germanique signifiant colonie, famille). Au cours des siècles, Fara est devenue Féria, puis Feria Campaniensis (1131), Feria Campanica (1542), et enfin Fère-Champenoise.
Fère-Champenoise est attachée aux fiefs de divers seigneurs, parmi lesquels ceux d'Anglure et d'Étoges. À l'époque de Charles V, le bourg possède un château entouré de fortifications qui disparaît assez rapidement. À cette époque, on construit aussi deux églises : Saint-Timothée, mélange des styles roman et gothique et Saint-Aignan, ainsi qu'une maladrerie.

### Époques modernes et contemporaines
L’église Saint-Timothée est agrandie et embellie. On construit une halle où se tiennent marchés et assemblées. À la fin du XVIIe siècle et début du XVIIIe siècle, on y « mesure les grains » et on y contrôle la fabrication des « toiles et treillis ». Fère est à l'époque une cité active de 1 600 habitants.
Le 9 mai 1756, un incendie dévaste la quasi-totalité du bourg (250 maisons, les églises et la halle sont détruites). 1200 sinistrés sur 1 600 habitants (seulement 2 décès) sont recensés ainsi que la destruction de l'église Saint Aignan. Le bourg est reconstruit selon un plan qui donne au centre une configuration proche du plan actuel avec une seule église agrandie (Saint-Timothée) et une vaste halle.

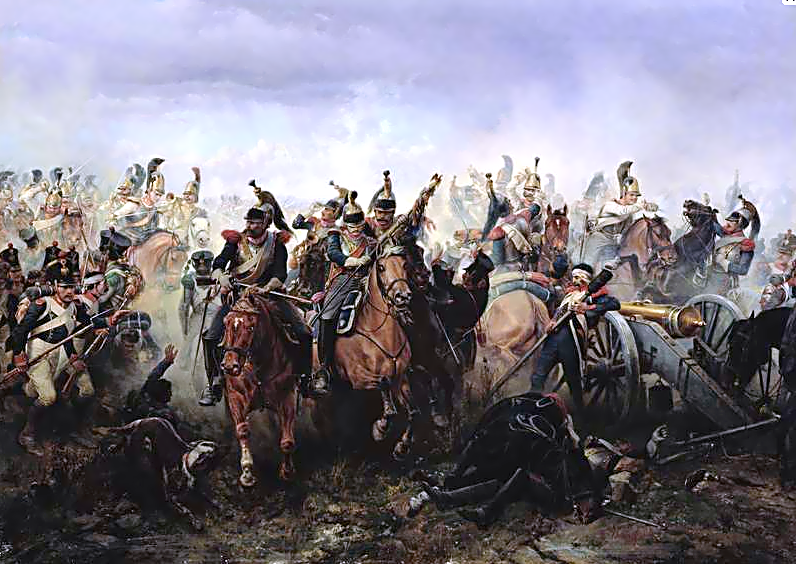
Bogdan Willewalde : Le régiment de cavalerie des Gardes russes à la bataille de Fère-Champenoise, 25 mars 1814
Huile sur toile, 1891, Musée central des forces armées.

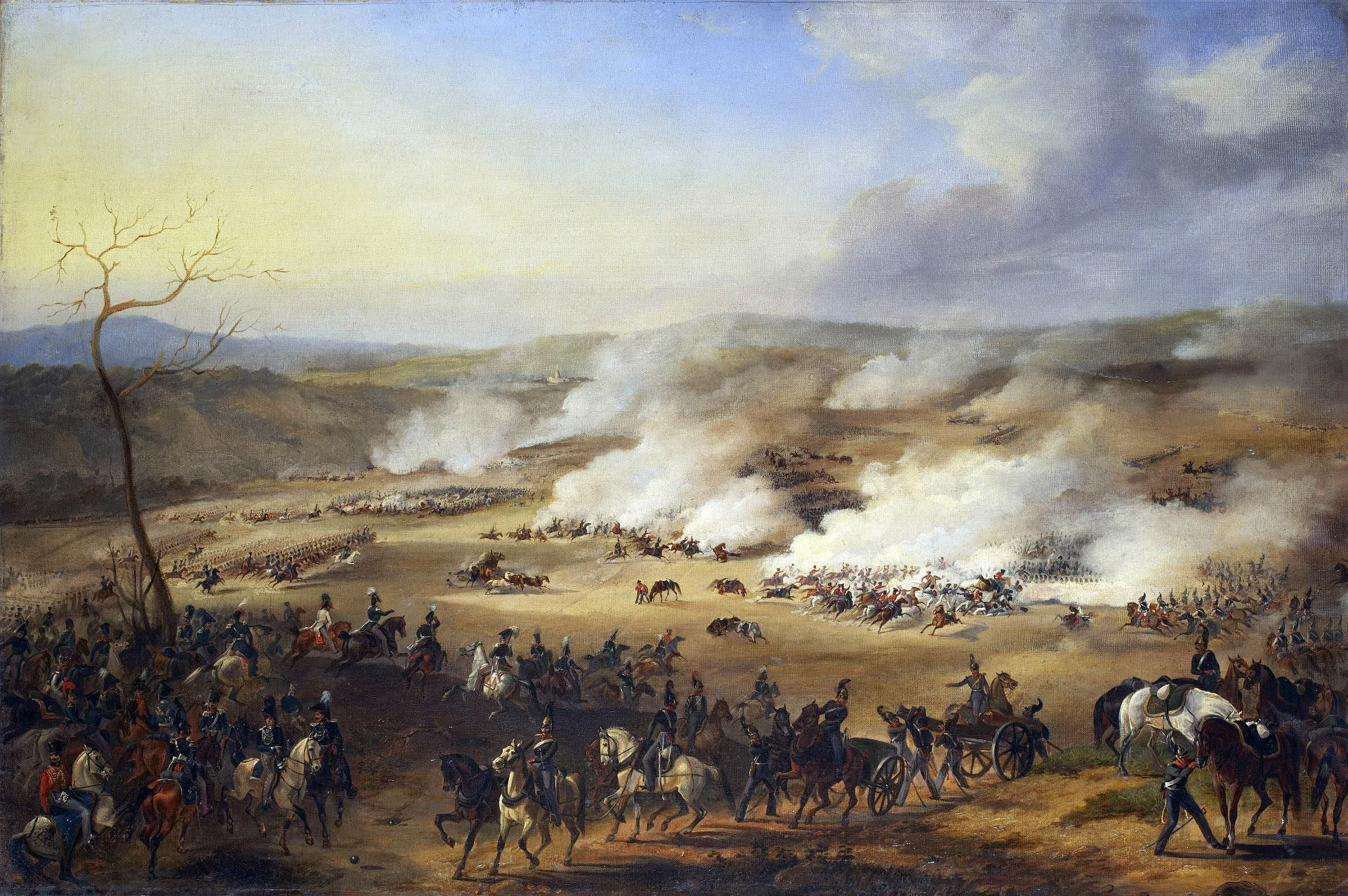
: Bataille de Fère-Champenoise le 13 mars 1814.
Avant 1836, Musée de l'Ermitage à Saint-Pétersbourg.

Le 25 mars 1814, se déroule la bataille de Fère-Champenoise opposant l'armée française de Napoléon Ier aux armées de la Sixième Coalition durant la campagne de France (1814). La bataille se solde par la défaite de l'armée française et ouvre aux troupes alliées la route de Paris. Les troupes impériales françaises, battant en retraite, passent par le village ; les Cosaques y mettent le feu et les troupes coalisées de l'empereur de Russie et du roi de Prusse y battent l'armée napoléonienne. En hommage à cette victoire de la coalition, les Russes donnent ce toponyme, lors de leur fondation en 1842 (ou 1843) par des Cosaques à deux de leurs nouveaux villages, l'un situé dans l'actuel oblast de Tcheliabinsk aux confins de l'Asie centrale, l'autre en Bessarabie, dans la région des bouches du Danube. En russe, en alphabet cyrillique (et sans trait d'union), le nom de cette localité est Фершампенуаз ; en translittération pour les francophones, cela donne « Ferchampenouaz ».
Entre 1830 et 1834, la halle est surmontée d'un étage et devient hôtel de ville. Malgré les épidémies (choléra, typhoïde), l'économie prospère : agriculture, artisanat, tissage, usines (brasserie, bonneterie, fromagerie). La route nationale « de Paris à la Lorraine » traverse la ville à partir de 1835, puis c'est au tour du chemin de fer en 1869. Elle s'est enrichie d'une compagnie de sapeurs-pompiers en 1852, d'une école en 1884, et même d'un superbe hôtel de ville inauguré en 1900. La ville reçoit l'électricité en 1902.
En 1848 est planté un arbre de la liberté, devant la mairie.
Le bourg a été desservi par la gare de Fère-Champenoise, sur la ligne de Oiry - Mareuil à Romilly-sur-Seine (1871-1939) et celle de Mézy à Romilly-sur-Seine (1884- ?) qui assuraient des missions Romilly-Epernay et Sézanne-Vitry-le-François, facilitant le déplacement des habitants et le transport des marchandises.

Fère-Champenoise et Normée au tout début du XXe siècle
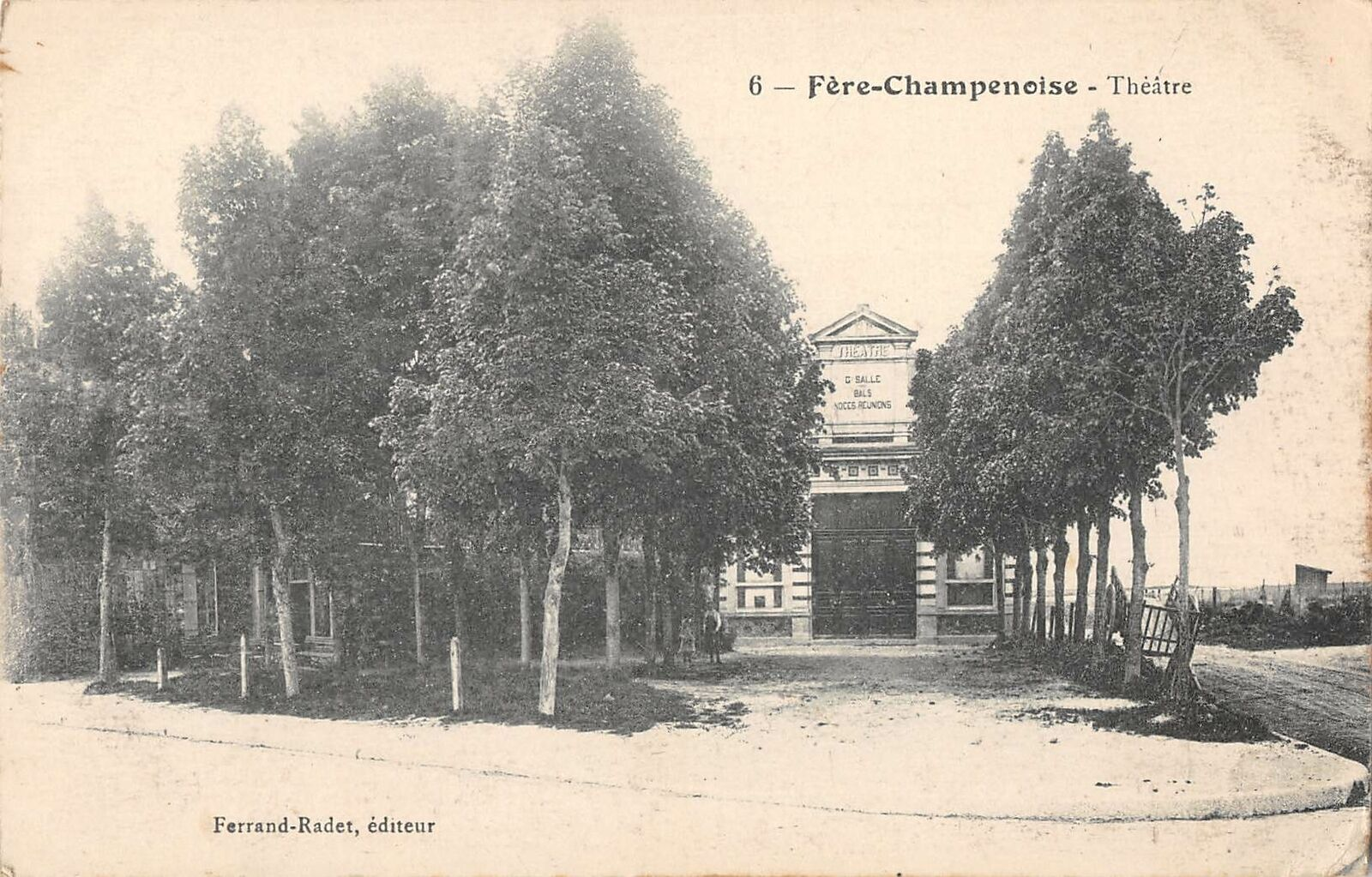
Le théâtre
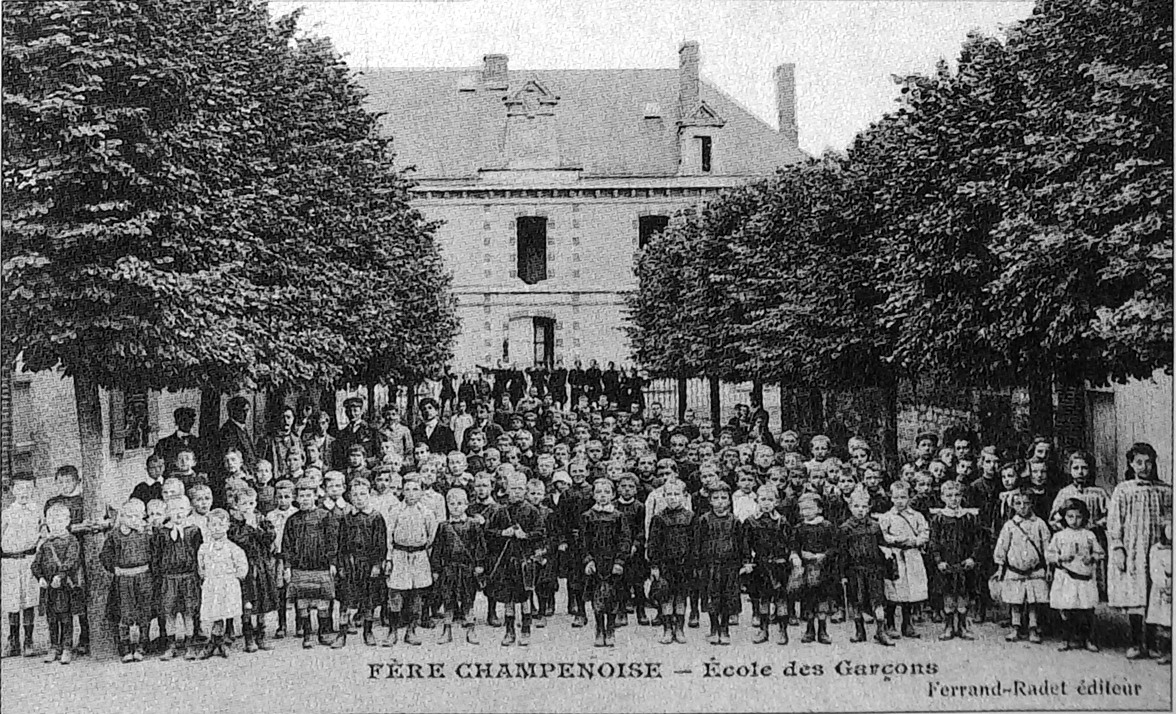
L'école des garçons
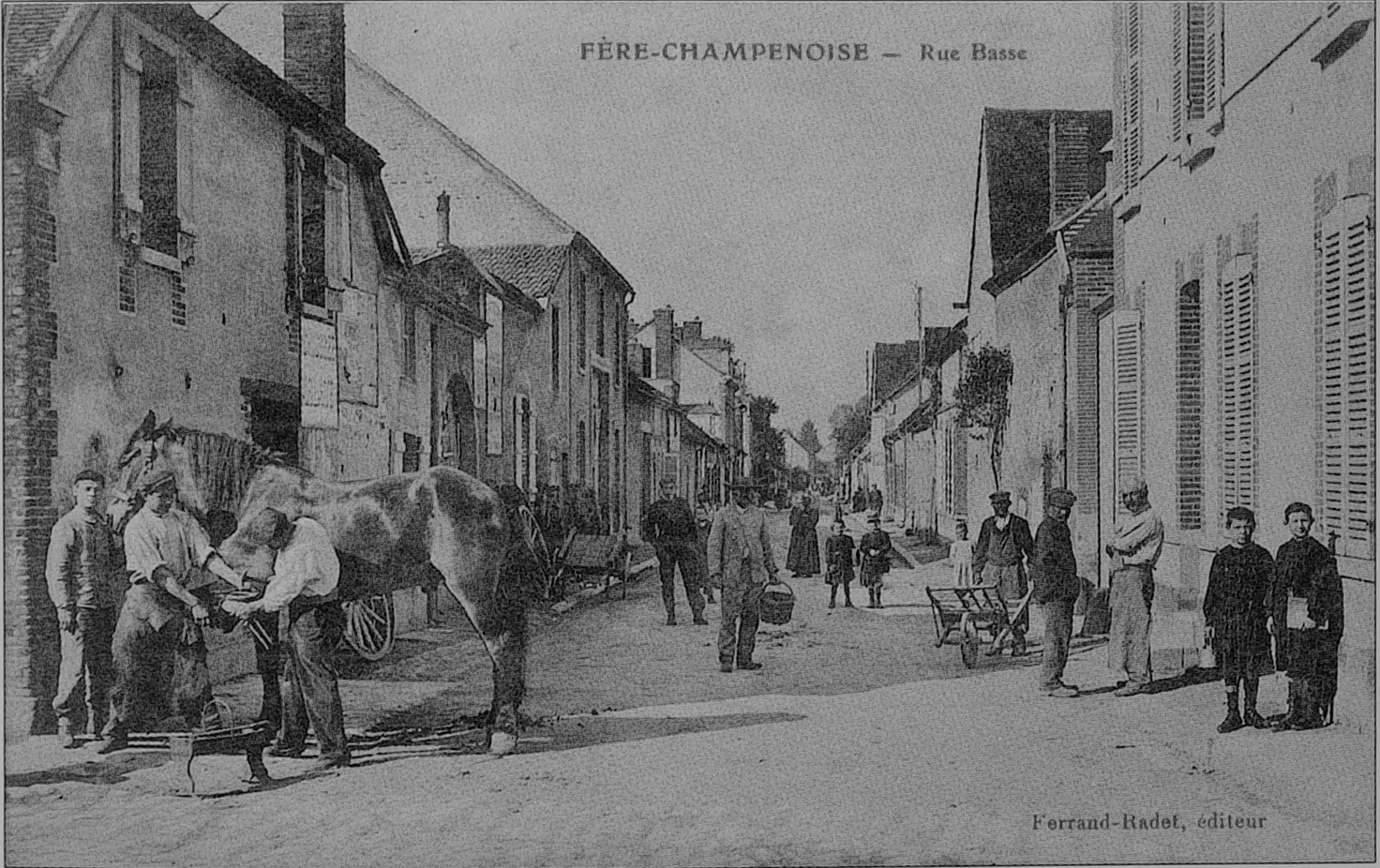
La Rue basse
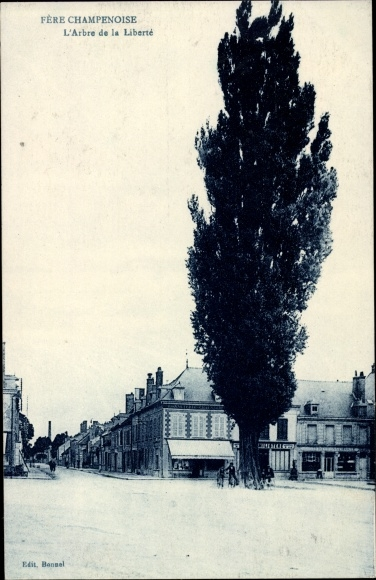
L'arbre de la liberté

En septembre 1914, Fère-Champenoise est au centre de la Première bataille de la Marne qui va stopper l'avancée des troupes allemandes.
Normée, désormais intégrée à Fère-Champenoise, a connu des moments tragiques lors du conflit de septembre 1914, où la partie nord du village est brûlée. Pendant quelques années est installé un cimetière militaire provisoire, où reposaient de nombreux soldats vendéens, avant son transfert dans la Nécropole nationale de Fère-Champenoise.
Lors de la bataille de France, au début de la Seconde Guerre mondiale, le 6 juin 1940, la ville subit un lourd bombardement suivi d'un violent incendie qui détruit 80 maisons du centre. Une occupation de quatre années se termine le 28 août 1944.
Les deux guerres mondiales ont valu à la ville deux citations et deux Croix de guerre, la première le 13 octobre 1920,, la seconde le 11 novembre 1948.

Le cimetière militaire provisoire
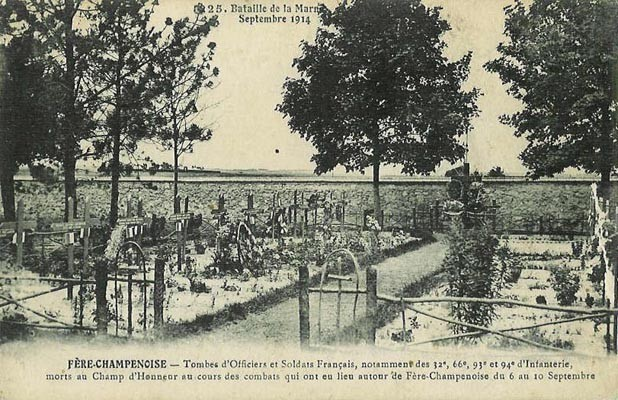
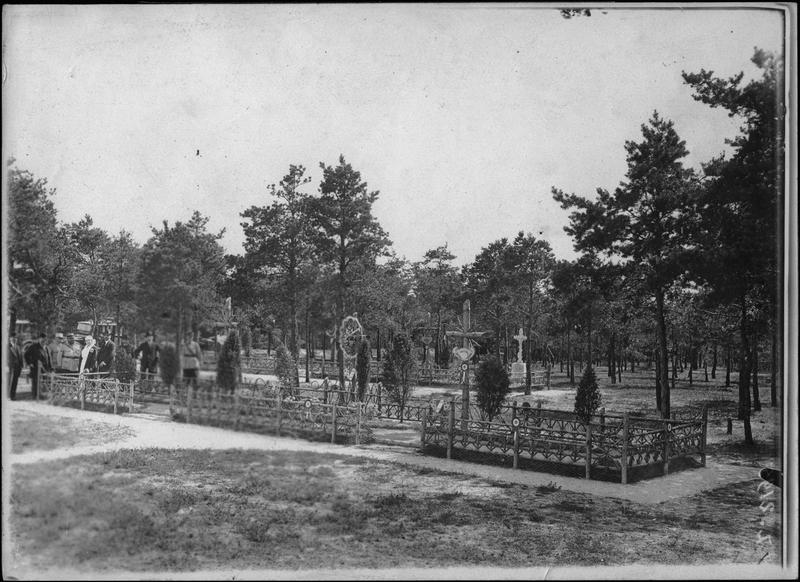

## Politique et administration
En 1972, la commune de Fère-Champenoise, instituée lors de la Révolution française, absorbe celle de Normée. Normée est équipée d'une mairie avec en son sein un maire délégué.

### Rattachements administratifs et électoraux

#### Rattachements administratifs
La commune se trouve dans l'arrondissement d'Épernay du département de la Marne.
Elle était depuis 1793 le chef-lieu du canton de Fère-Champenoise. Dans le cadre du redécoupage cantonal de 2014 en France, cette circonscription administrative territoriale a disparu, et le canton n'est plus qu'une circonscription électorale.

#### Rattachements électoraux
Pour les élections départementales, la commune fait partie depuis 2014 du canton de Vertus-Plaine Champenoise
Pour l'élection des députés, elle fait partie de la cinquième circonscription de la Marne

### Intercommunalité
Fère-Champenoise a rejoint en 2003 la communauté de communes du Sud Marnais, dont elle accueille le siège. C'est un établissement public de coopération intercommunale (EPCI) à fiscalité propre créé fin 1998 et auquel la commune a transféré un certain nombre de ses compétences, dans les conditions déterminées par le code général des collectivités territoriales.

### Politique locale et résultats
Lors du premier tour des élections municipales de 2014 dans la Marne, la liste DVD menée par Bruno Legrand remporte la majorité absolue des suffrages exprimés, avec 570 voix (54,28 %, 15 conseillers municipaux élus, dont 8 communautaires), battant la liste UDI menée par le maire sortant Gérard Gorisse, qui a obtenu 480 voix (45,71 %, 4 conseillers municipaux élus dont 2 communautaire).
Lors de ce scrutin, 29,62 % des électeurs se sont abstenus.
Lors du premier tour des élections municipales de 2020 dans la Marne, la liste menée par l'ancien maire Gérard Gorisse (2006-2014)  obtient la majorité absolue des suffrages exprimés, avec 465 voix (56,91 %, 15 conseillers municipaux élus dont 9 communautaires), battant largement celle menée par le maire sortant Bruno Legrand (352 voix, 43,08 %, 4 conseillers municipaux élus dont 3 communautaires).
Lors de ce scrutin marqué par la pandémie de Covid-19 en France, 45,94 % des électeurs se sont abstenus.

### Liste des maires
| Période                                  | Période                     | Identité        | Étiquette       | Qualité |
| ---------------------------------------- | --------------------------- | --------------- | --------------- | --- |
| Les données manquantes sont à compléter. |                             |                 |                 | |
| en cours en 1910                         |                             | M. Simon        |                 | |
| Les données manquantes sont à compléter. |                             |                 |                 | |
| mars 1965                                | mars 1971                   | Henri Mathieu   | Divers gauche   | Enseignant et directeur du Collège d'Enseigement Général (C.E.G.) de Fère-Champenoise (1963 → 1972)              |
| mars 1971                                | mars 1983                   | Jean Amelin     | RPR             | Chirurgien dentiste Sénateur de la Marne (1976 → 1992) Démissionnaire                                            |
| mars 1983                                | décembre 2005               | Claude Hardy    | DVG             | Conseiller général de Fère-Champenoise (1996 → 2011) Démissionnaire                                              |
| janvier 2006                             | mars 2014                   | Gérard Gorisse, | DVD puis NC-UDI | Agriculteur Conseiller général de Fère-Champenoise (2011 → 2015) Président de la CC du Sud Marnais (2010 → 2014) |
| mars 2014                                | mai 2020                    | Bruno Legrand   | DVD             | Vice-Président de la CC du Sud Marnais (2014 → 2020)                                                             |
| mai 2020                                 | En cours (au 28 avril 2021) | Gérard Gorisse  |                 | Agriculteur Vice-Président de la CC du Sud Marnais (2020 →)                                                      |

### Politique de développement durable
En 2010, un parc éolien de 18 aérogénérateurs s'étend en 2010 sur les communes de Fère-Champenoise, Euvy et Corroy[réf. nécessaire]
En 2022, d'autres éoliennes sont en projets d'implantation sur le territoire, et également 1 a 2 éoliennes réservées uniquement a une borne de recharge rapide de véhicule électrique

### Distinctions et labels
La ville est l’entrée de la vallée de la Somme, la vallée des fleurs. Comme tant d’autres communes alentour, la municipalité a cherché à se distinguer et s’est lancée dans un concours d’embellissement sous l’égide du comité de fleurissement. Elle a obtenu sa « première fleur » des Villes et Villages fleuris en 2005, récompense chaque fois renouvelée depuis cette date.[réf. nécessaire]
La ville a reçu en 2020 le label "Petites villes de demain" qui est un programme d'action lancé en octobre 2020 par le gouvernement Jean Castex afin de redynamiser 1600 petites villes françaises.

### Jumelages et Relations Internationales
Depuis 1962, Fère-Champenoise est jumelée avec la ville allemande de Bruchhausen (Allemagne). Régulièrement, des cérémonies Franco-Allemandes sont réalisées entre les deux villes ainsi que de nombreuses visites d'enfants d'outre-rhin.
Le samedi 28 juin 2014, se sont déroulées deux cérémonies d’inauguration d’un obélisque commandé par la fédération de Russie en souvenir des soldats russes qui ont pris part aux combats de la Bataille de Fère-Champenoise et à Reims, le 25 mars 1814. L’installation de cet obélisque survient alors que Fère-Champenoise a renoué des liens avec son homonyme russe Ferchampenouaz. Trois Fertons ont fait le voyage en 2013 dans ce village d’Asie centrale, dans l’oblast de Tcheliabinsk, et un projet de charte d’amitié a été établi par la mairie de Fère quelques mois après ce voyage. Un autre village de l’Empire russe a également été dédié à la bataille de Fère-Champenoise en 1842, en Bessarabie, devenu en 1918 Ferşampenuaz en Roumanie, mais ensuite débaptisé en Sadove (aujourd’hui en Ukraine, dans l’oblast d'Odessa).

## Population et société

### Démographie
L'évolution du nombre d'habitants est connue à travers les recensements de la population effectués dans la commune depuis 1793. Pour les communes de moins de 10 000 habitants, une enquête de recensement portant sur toute la population est réalisée tous les cinq ans, les populations de référence des années intermédiaires étant quant à elles estimées par interpolation ou extrapolation. Pour la commune, le premier recensement exhaustif entrant dans le cadre du nouveau dispositif a été réalisé en 2005.

En 2022, la commune comptait 2 181 habitants, en évolution de +0,37 % par rapport à 2016 (Marne : −1,19 %, France hors Mayotte : +2,11 %).
| 1793  | 1800  | 1806  | 1821  | 1831  | 1836  | 1841  | 1846  | 1851  |
| ----- | ----- | ----- | ----- | ----- | ----- | ----- | ----- | ----- |
| 1 850 | 1 800 | 1 862 | 1 846 | 2 049 | 2 084 | 2 118 | 2 083 | 2 130 |

| 1856  | 1861  | 1866  | 1872  | 1876  | 1881  | 1886  | 1891  | 1896  |
| ----- | ----- | ----- | ----- | ----- | ----- | ----- | ----- | ----- |
| 2 021 | 2 042 | 2 042 | 1 969 | 1 940 | 2 082 | 2 008 | 2 124 | 2 093 |

| 1901  | 1906  | 1911  | 1921  | 1926  | 1931  | 1936  | 1946  | 1954  |
| ----- | ----- | ----- | ----- | ----- | ----- | ----- | ----- | ----- |
| 2 211 | 2 324 | 2 376 | 2 265 | 2 235 | 2 319 | 2 333 | 2 173 | 2 073 |

| 1962  | 1968  | 1975  | 1982  | 1990  | 1999  | 2005  | 2006  | 2010  |
| ----- | ----- | ----- | ----- | ----- | ----- | ----- | ----- | ----- |
| 2 146 | 2 162 | 2 544 | 2 518 | 2 362 | 2 293 | 2 312 | 2 311 | 2 305 |

| 2015  | 2020  | 2022  | - | - | - | - | - | - |
| ----- | ----- | ----- | - | - | - | - | - | - |
| 2 189 | 2 171 | 2 181 | - | - | - | - | - | - |

### Enseignement
La ville possède en son sein[Quand ?] :
- Une école maternelle.
- Une école primaire.
- Le collège Stéphane-Mallarmé.

Le maire annonce en 2021 la création d'un groupe scolaire pour 200 enfants restructurant les écoles antérieures, et qui devrait être mis en service en 2024 Ce groupe scolaire regroupera École maternelle et primaire.

### Sports
La ville compte de nombreux équipements sportifs[Quand ?] :
- Le gymnase multi-sports Paul MASSIN
- Une piscine Tournesol ( Fraichement rénovée en 2018 )
- Une maison des associations Yvette Vignon ( Qui accueille certains cours de remise en forme )
- Un dojo
- 2 courts tennis couvert et éclairés du TC de la Vaure
- 2 stades
- Un boulodrome
- Un skate-park
- Un gymnase réservé au collège
- Club de Tennis de Table

### Santé et Social
- Maison Médico-sociale de la Saule
- Centre Intercommunal d’Actions Sociales (CIAS)
- ÉPI'SOL (Épicerie Sociale)
- Point Relais Emploi : Les Collectivités du Pays de Brie et Champagne et le Pôle emploi de Sézanne ouvrent 4 points relais emploi dont un à Fère-Champenoise[pas clair].
- Une maison France Services est en projet pour la commune

### Autres services publics
Fère-Champenoise abrite[Quand ?] plusieurs autres administrations et services publics sur son territoire: un bureau de poste, un service mairie-accueil (inscription scolaire, cantine scolaire, état civil, etc.)  un Point accueil multiservices (regroupement des services de la ville, de La Poste, de EDF, de GDF, de assurance maladie)
La ville accueille une caserne de sapeurs-pompiers, une gendarmerie et une police municipale.

### Manifestations culturelles, sportives et festivités
La Corrida de La Fère est une course à pied organisée une fois par an, qui attire plus de 800 coureurs. Réputée pour être appelée « La course aux patates », chaque participant ou bénévole se voit offrir un sachet de pommes de terre de la société « Parmentine ».
Fère-Champenoise accueille chaque mercredi matin, place Clemenceau, un marché alliant des commerces de fruits et légumes, boucherie / charcuterie, prêts à porter, chaussures, bricolage, fromages, fleurs, poissons, maroquinerie, literie, …
La municipalité organise tous les ans la fête foraine de la Sainte-Catherine.
En 2009, la commune a organisé Éco 51, la première foire-exposition sur les énergies renouvelables dans le département. La seconde édition s'est tenue l'année suivante.
Un rassemblement de véhicules anciens a lieu chaque 3ème dimanche du mois dans le centre ville.

## Économie
Fère-Champenoise exprime son dynamisme économique par la présence d'entreprises telles que « Parmentine », « Préciculture », « CDER » ou « AGM ».
De jeunes entreprises dynamisent le quotidien des Fertons comme "Eco'Granul", "Comme a la grange" ou encore "l'Évènementiel"
Cette concentration d'activités n'est pas sans lien avec la position stratégique de la bourgade au carrefour des grands axes de communication : La Fère-Champenoise offre un accès privilégié à la RN 4, à 130 km de Paris.
Les Zones industrielles Pierre CURIE et du VOY reçoivent la plupart des entreprises. La récente Z.A.C Buisson SAVIN est en cours d'aménagement avec déjà un Intermarché.

## Culture et patrimoine

### Lieux et monuments
- Hôtel de ville construit au XIXe siècle par Delaruemenil, architecte à Paris.
- Église Saint-Timothée[42] est composée de plusieurs styles, résultat de son histoire. Le transept, la travée du chœur ainsi que le clocher ont été construits vers 1150. L'abside du sanctuaire a été construite au début du XVIe siècle dans un style de la fin du gothique flamboyant.

Jusqu'à l'incendie du 9 mai 1756 il y avait deux églises à Fère-Champenoise, Saint-Aignan et Saint-Timothée. L'église Saint-Aignan est complètement détruite par l'incendie et l'église Saint-Timothée perd sa nef. À la demande du promoteur-général de l'évêché de Châlons-en-Champagne à l'évêque faite le 27 avril 1759 et une enquête commodo et incommodo auprès des habitants, puis l'accord du seigneur de Fère-Champenoise le 14 décembre 1759, l'évêque accepte l'union des deux paroisses le 4 août 1761. Le 21 janvier 1762 premier arrêt de la cour décidant de l'enquête sur la commodité et l'incommodité de supprimer la cure et la fabrique de Saint-Aignan et sa réunion à la paroisse de Saint-Timothée. Arrêt de l'avocat-général faisant droit à cette union le 10 juin 1765. La nef a été très vite reconstruite dans le style classique grâce à la générosité du roi Louis XV.
L'église est d'une longueur totale de 39 m et d'une largeur de 20,5 m. La hauteur des voûtes est de 11 m.

L'église Saint-Timothée
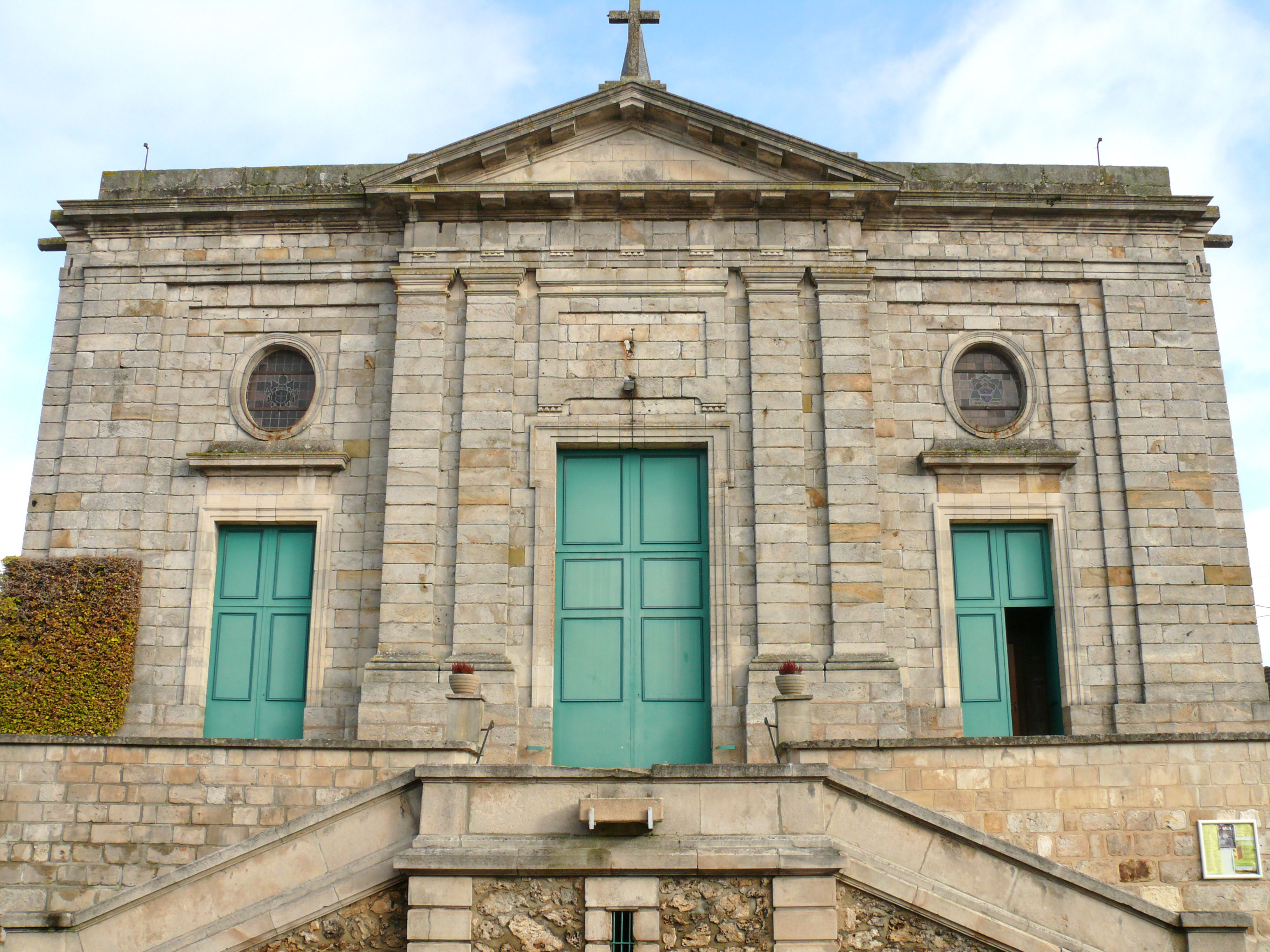
La façade occidentale.
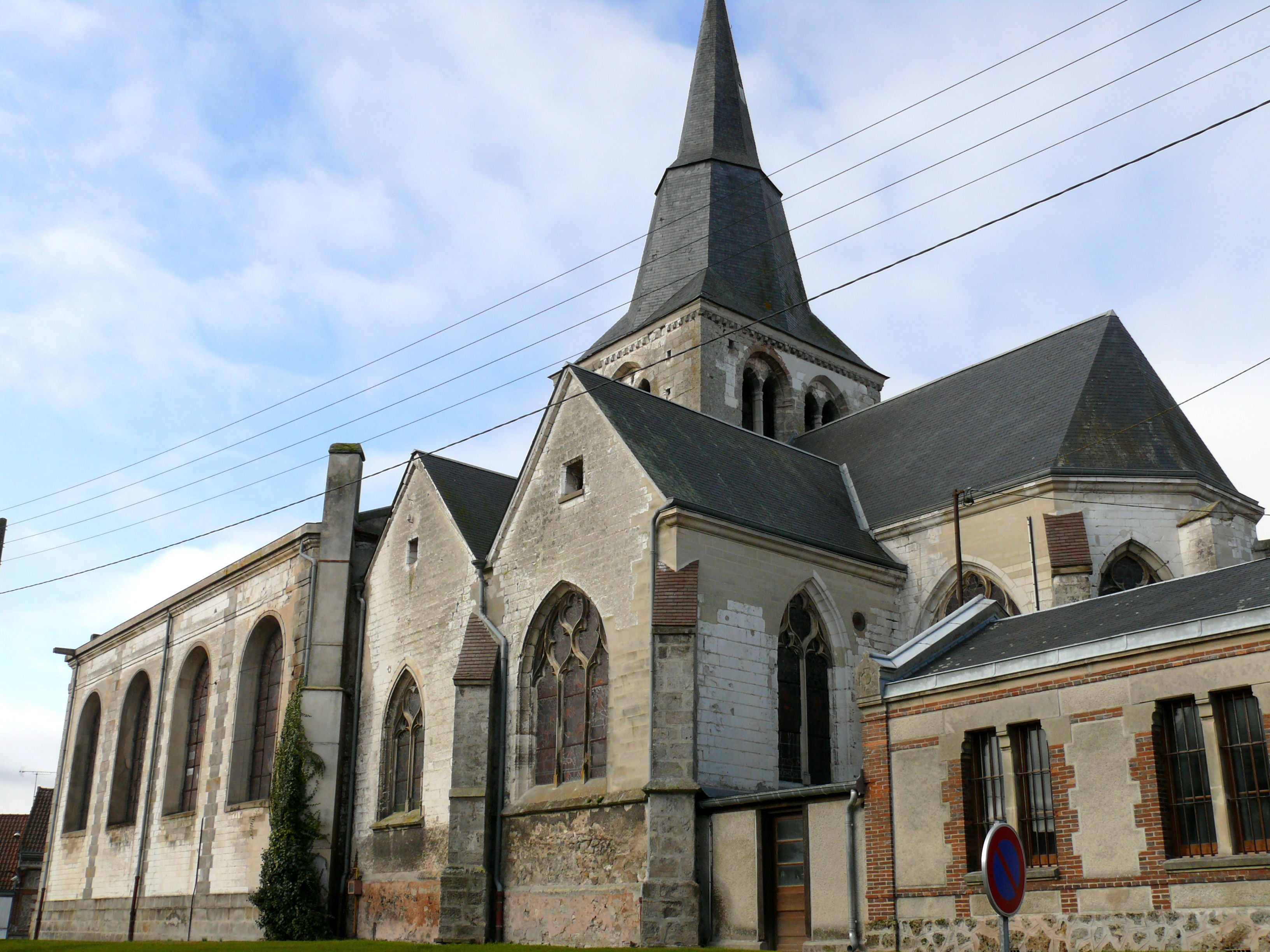
Vue de l'église et de son chevet.
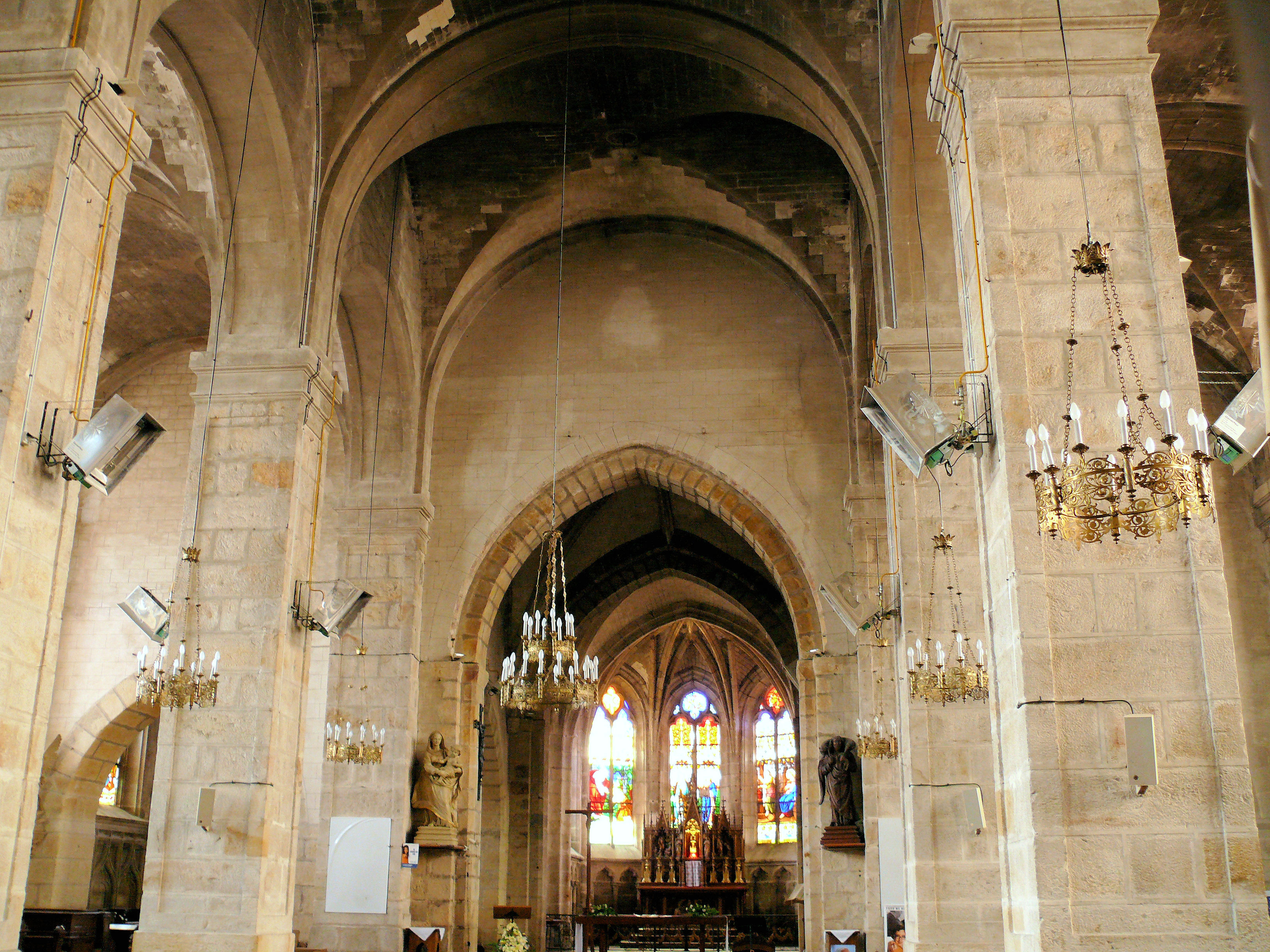
La nef.
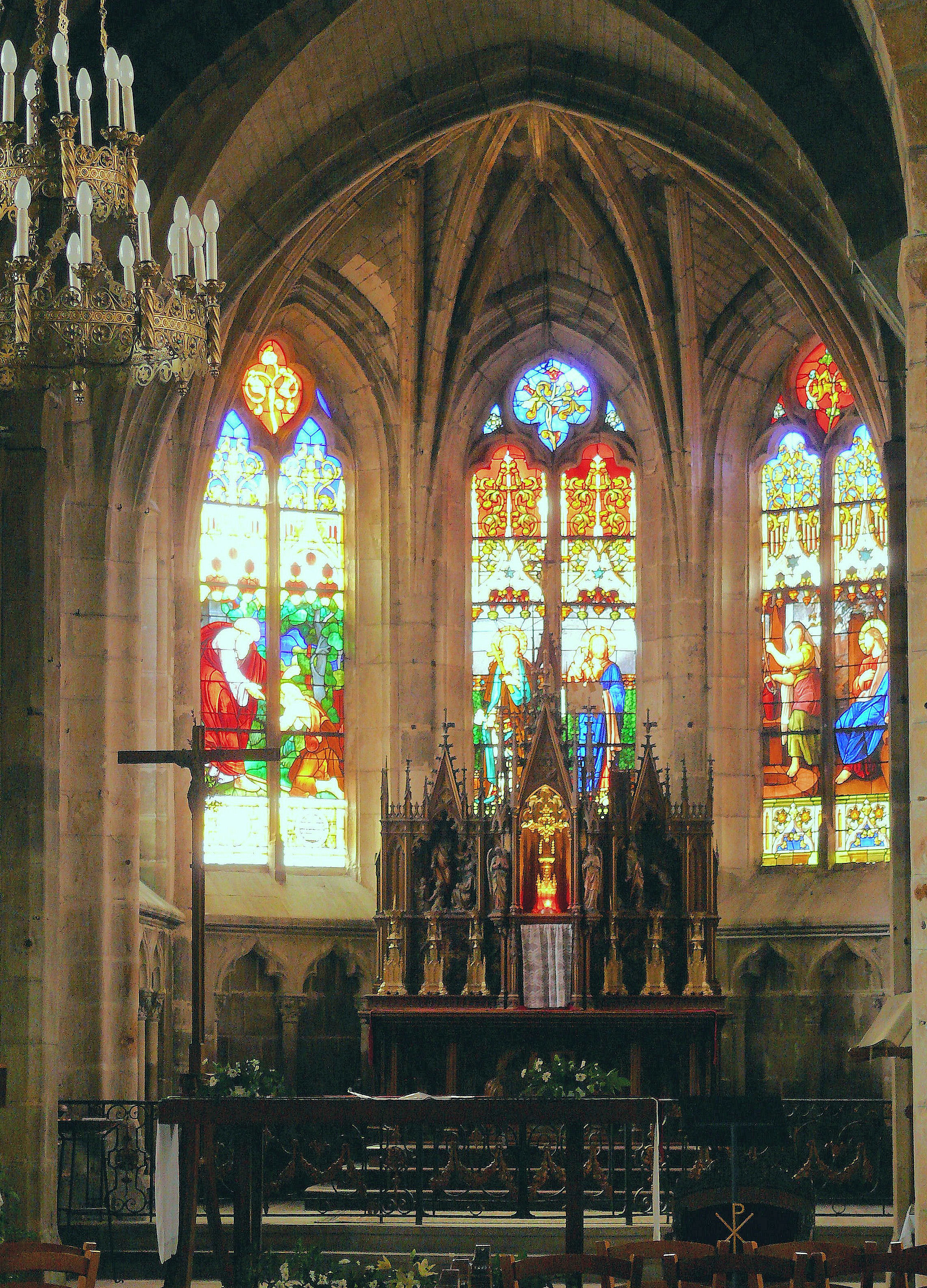
Le sanctuaire de style gothique flamboyant.
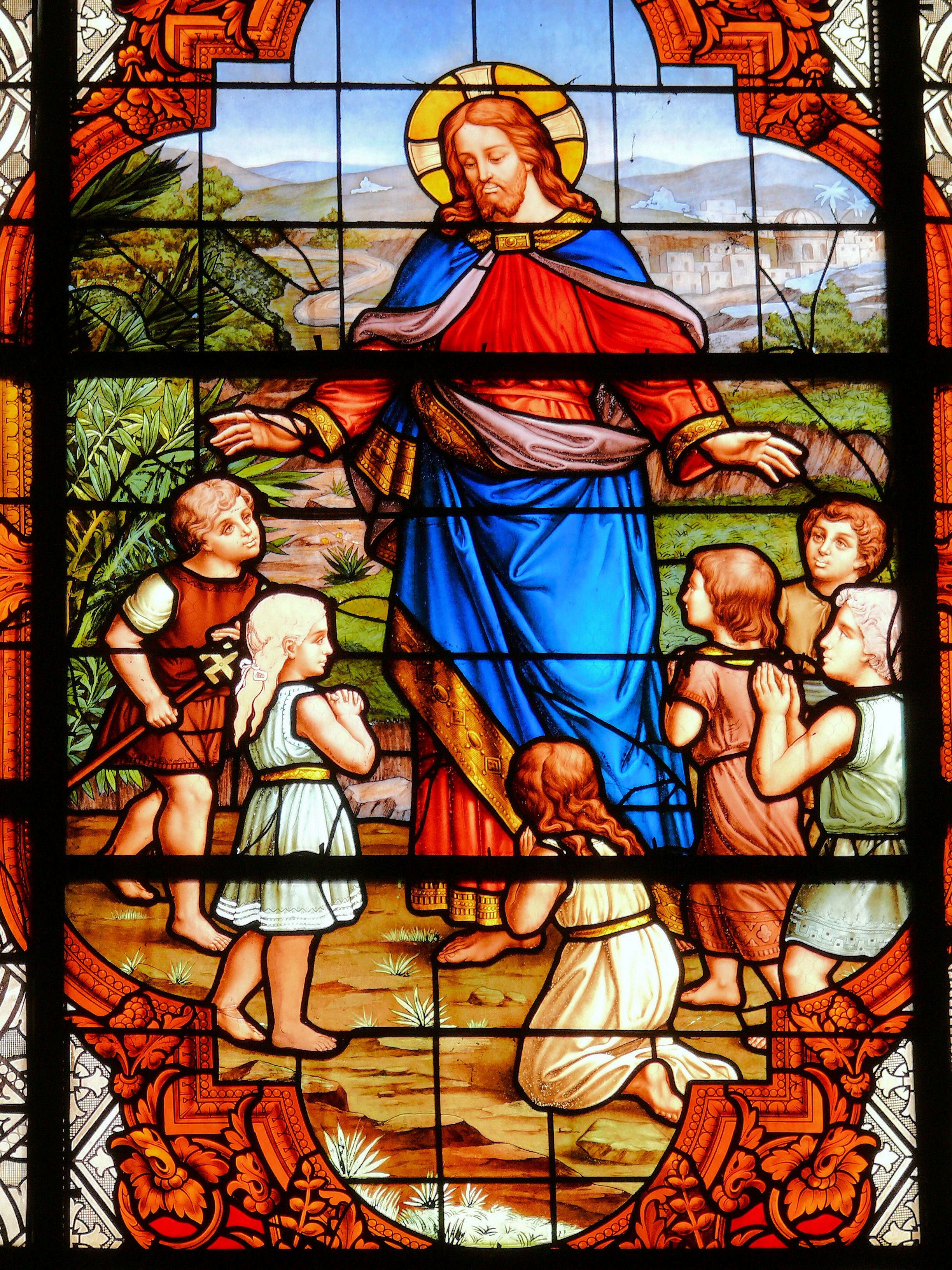
Un vitrail du XIXe siècle.

- Église Saint-Martin à Normée :

Elle comprend dans une verrière, deux médaillons du XIIe siècle.
- La nécropole nationale de Fère-Champenoise a été créée en 1920 en lien avec la première bataille de la Marne de 1914. Elle fait office d'ossuaire regroupant les restes exhumés de cimetières militaires ou de tombes isolées de la Marne, de l’Aube et de la Haute-Marne en 1919, 1922, 1931 à 1934, ainsi que de ceux exhumés en 1951 et 1955 après la guerre de 39-45 dans le département de la Marne.

Sur 16 480 m2, elle recueille 5 986 dépouilles : 2 657 tombes individuelles, 3 329 corps corps en ossuaire collectif.
Les soldats de la Première Guerre mondiale sont 5 816 français, 4 Britanniques et 2 Tchèques. Pour la Seconde Guerre mondiale, 161 morts sont français et 3 belges
- Monument aux morts, œuvre du sculpteur Robert Delandre, est érigé un peu à l'écart de la ville sur le chemin menant au cimetière militaire.
- Stèle du maître-des-logis Antoine Cardin à Normée ;
- Mémorial offert par la fédération de Russie en souvenir des soldats russes qui ont pris part aux combats de la bataille de Fère-Champenoise et à Reims, le 25 mars 1814.

Mémorial russe
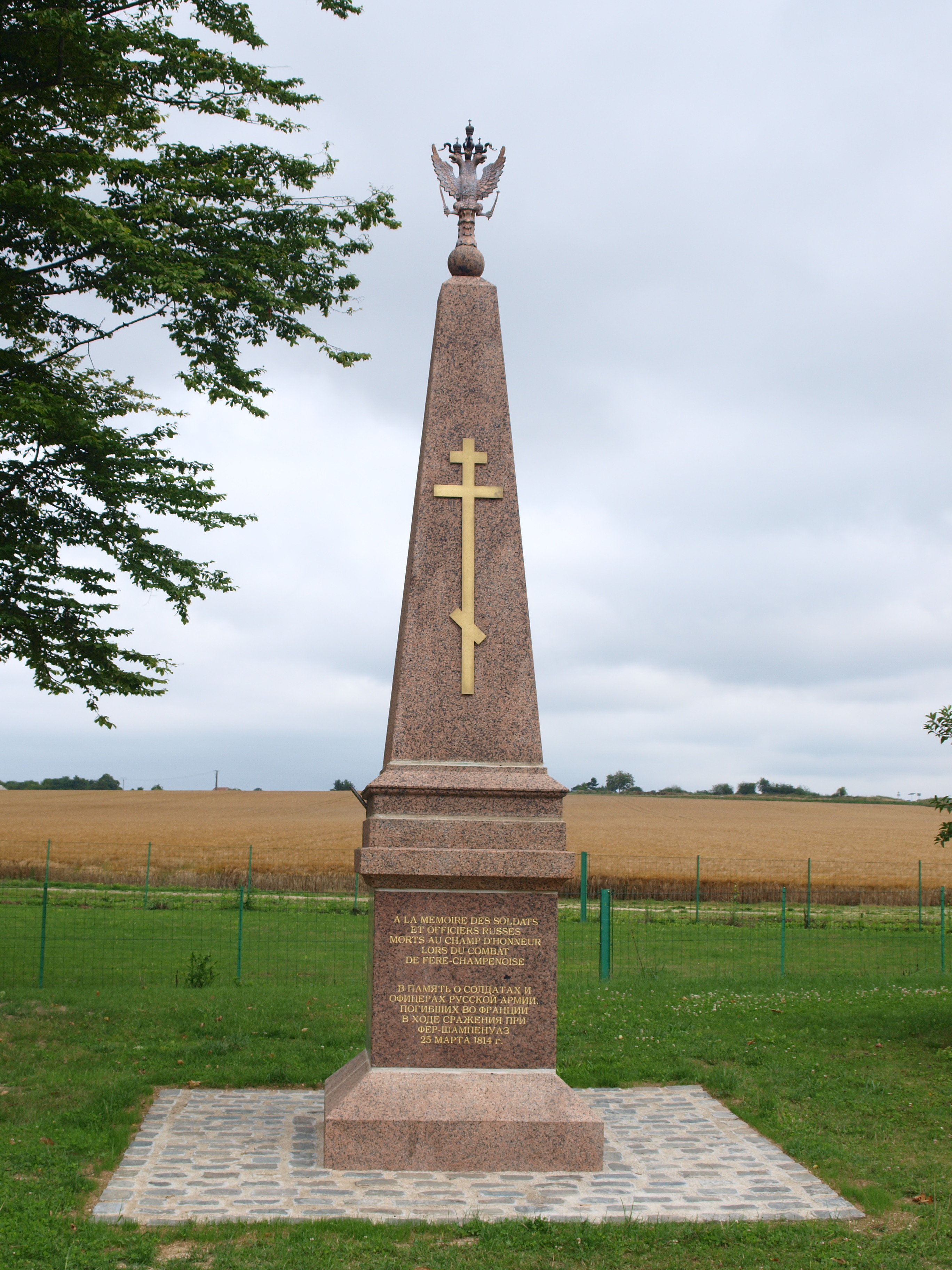
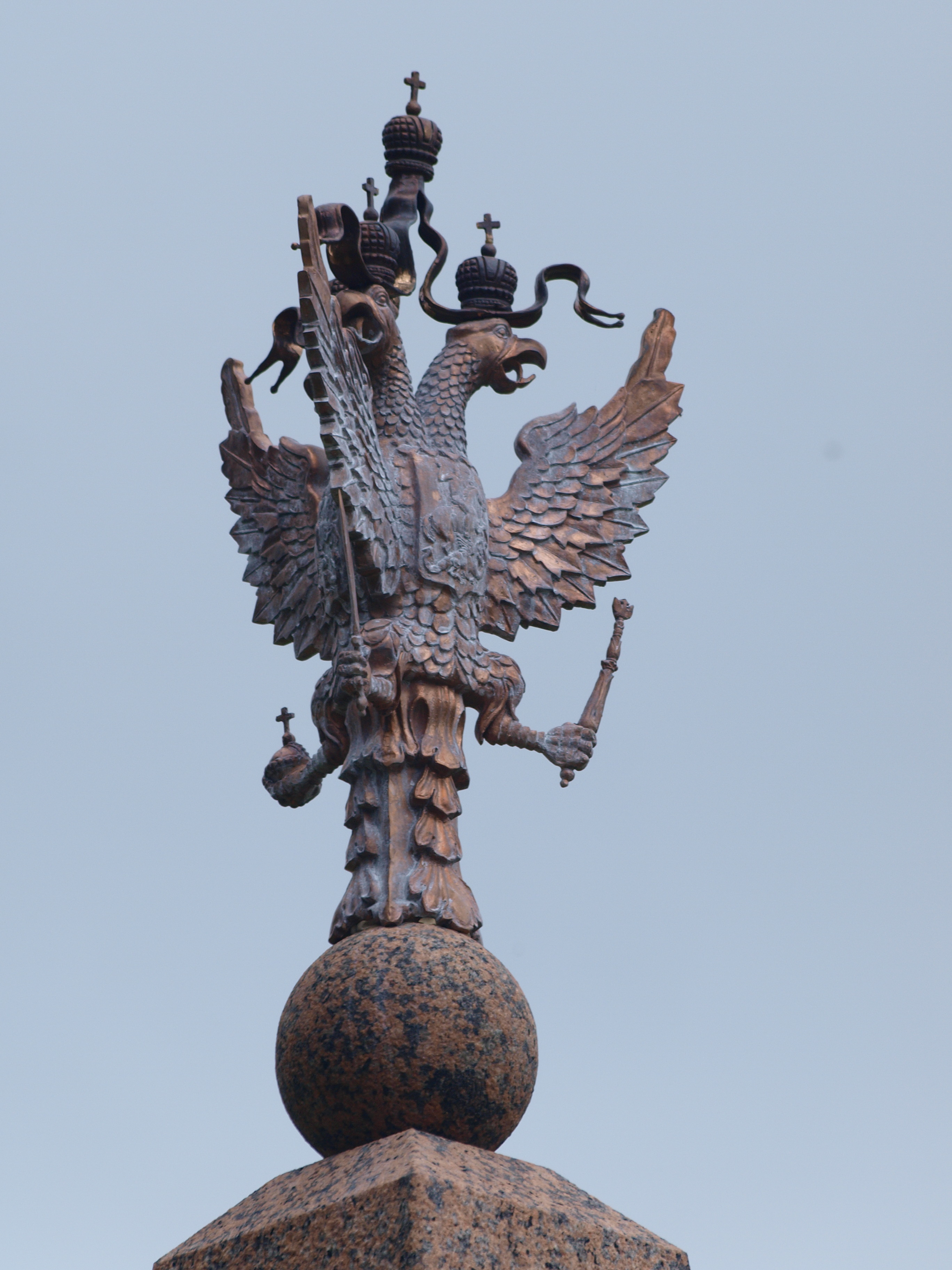
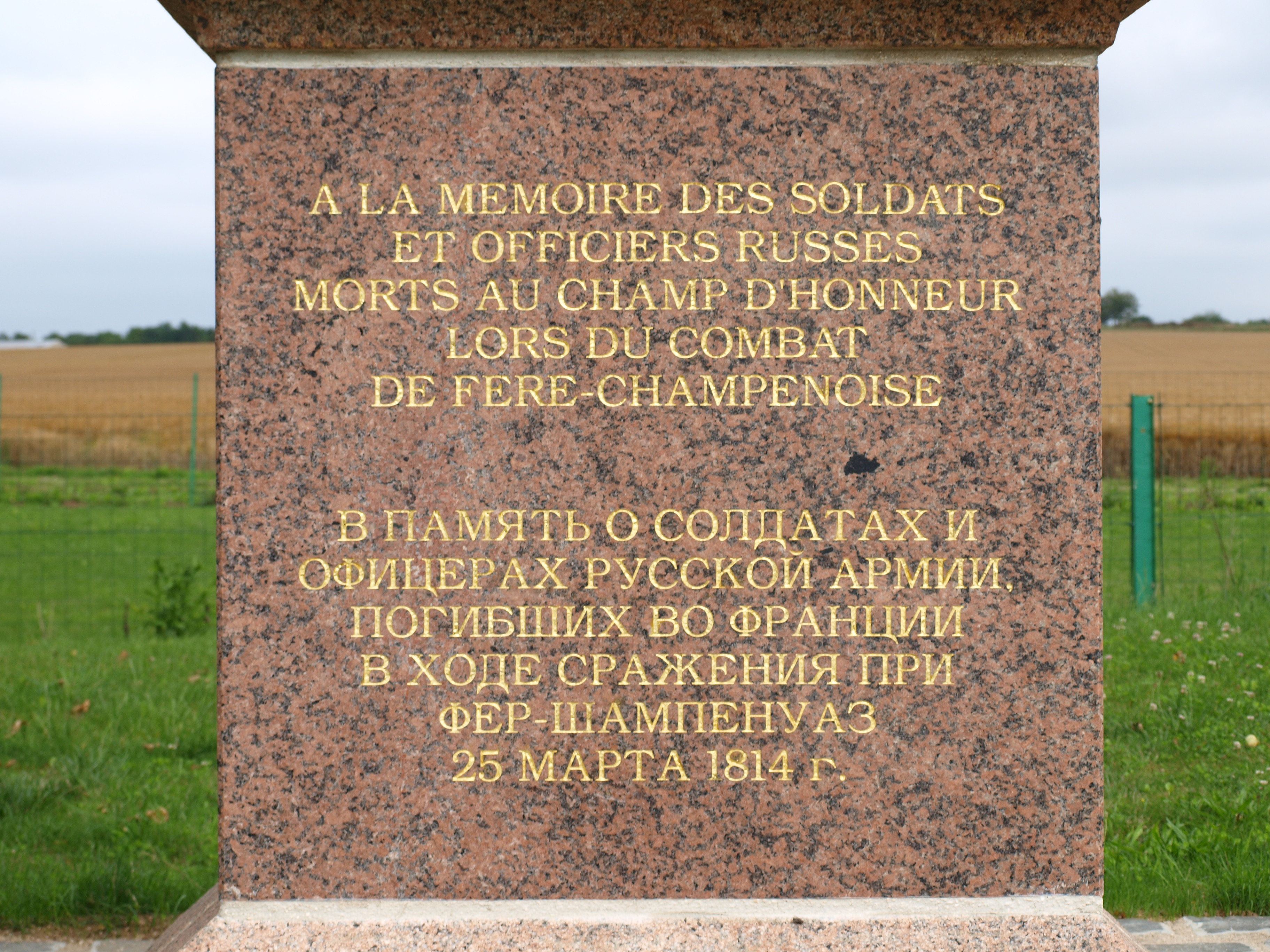

- L'Arbre de la Liberté, sur la place Georges-Clémenceau

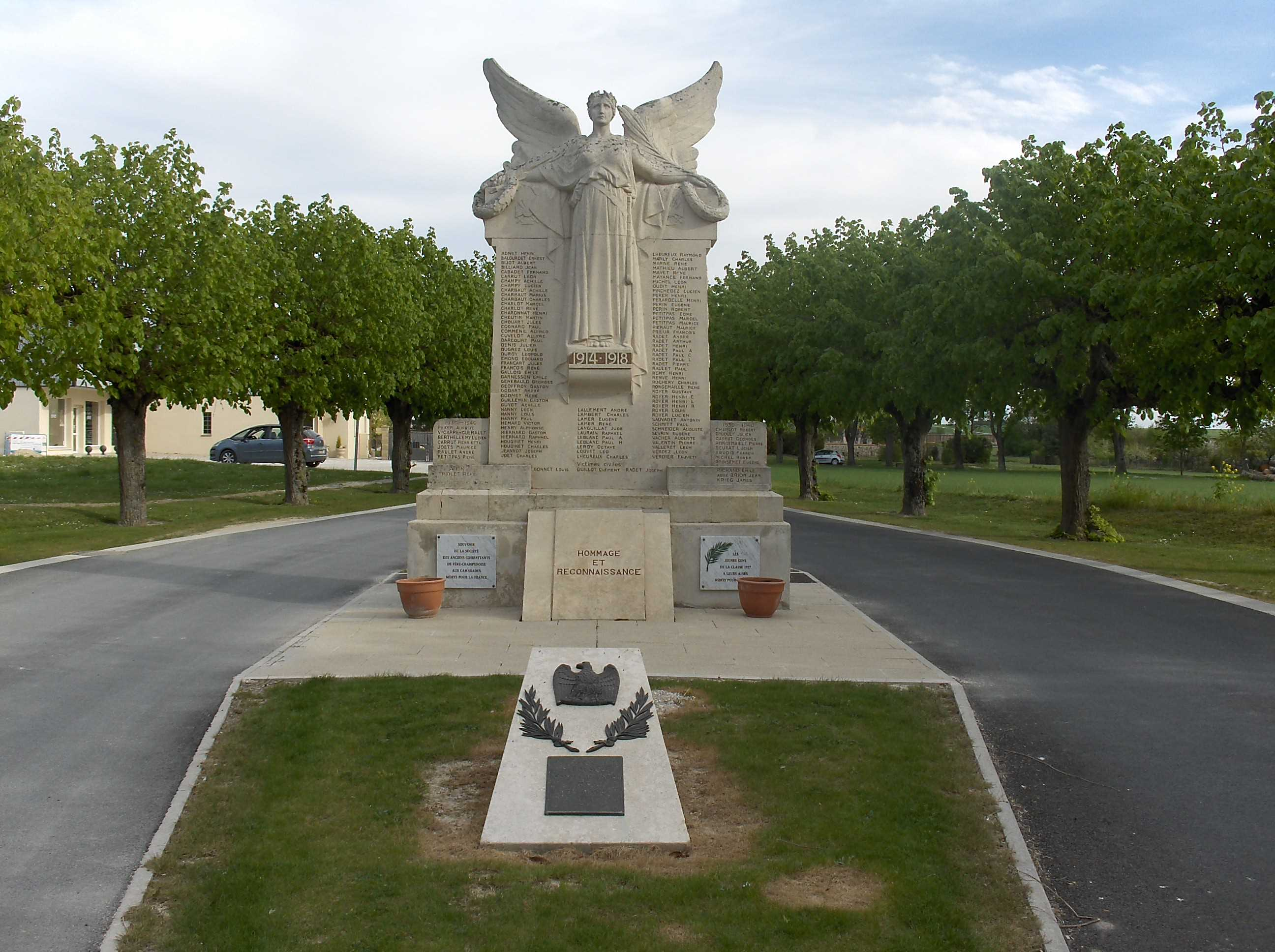
Monument aux morts.
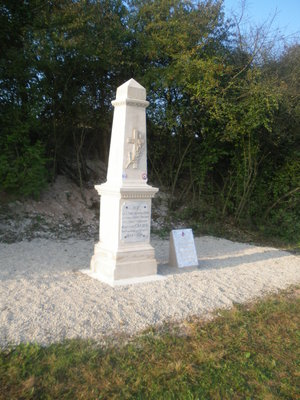
Stèle d'Antoine Cardin, Normée.

### En dehors de Fère-Champenoise
- Une frise en bas-relief représentant la bataille de Fère-Champenoise se trouve sur le socle de la colonne au roi Guillaume de Wurtemberg, sur la grand-place du Château de Stuttgart

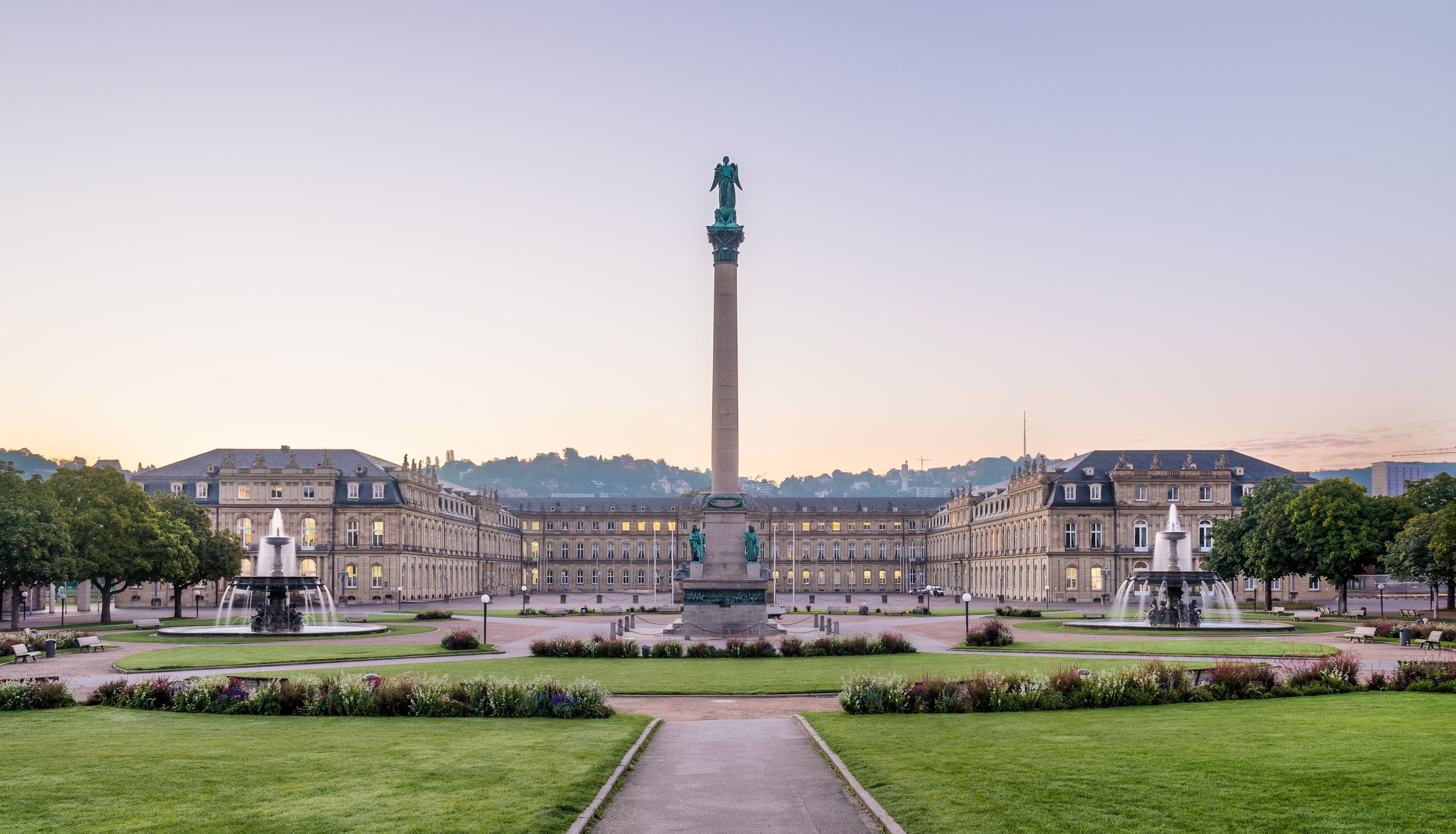
Grand-place du Château, Stuttgart.

### Personnalités liées à la commune
- Edme Lheureux (1733-1798) et Nicolas Lheureux (1730-1806), maires de La Branche-du-Pont-de-Saint-Maur, future commune de Joinville-le-Pont, sont nés à Fère-Champenoise.
- Ferdinand Foch (1851-1929), maréchal de France en 1918, a fait de Fère-Champenoise son quartier général en septembre 1914 lors de la première bataille de la Marne.
- Paul Coutant, né en 1868 à Fère-Champenoise, mort en 1921 à Paris (16e), député de la Marne de 1902 à 1906 et de 1919 à 1921.
- Georges Le Gentil, né en 1875 à Fère-Champenoise, mort en 1953 à Paris, professeur de langues et littératures portugaises et brésiliennes à la Sorbonne.
- Yanick Villedieu né en 1947 à Fère-Champenoise, journaliste ayant fait sa carrière au Canada, notamment en animant des émissions de vulgarisation scientifique.

### Héraldique
| Armes de Fère-Champenoise | Les armes de la commune se blasonnent ainsi : Coupé crénelé de cinq merlons et quatre crénaux : au premier de gueules à la fleur de lys d'argent accostée de deux fers de lance du même, au second d'azur plain. |